# Torneo Argentino B 1996-97
El Torneo Argentino B 1996-97 fue la segunda edición de este torneo correspondiente a la cuarta división del fútbol argentino para los clubes indirectamente afiliados. Se desarrolló entre el 13 de octubre de 1996 y el 27 de abril de 1997 y otorgó dos ascensos para la temporada 1997-98 del Torneo Argentino A. Además, los dos campeones y los dos segundos de la etapa final contaron con la posibilidad de disputar la Rueda final del Torneo Argentino A por un ascenso directo a la Primera B Nacional. En el torneo participaron 117 equipos provenientes de todas las provincias, exceptuando Tierra del Fuego y La Pampa.

## Formato
El torneo se disputó en 4 etapas. La primera etapa fue regionalizada en 6 diferentes zonas: Bonaerense, Litoral, Norte, Sur, Centro y Cuyo. Las mismas zonas se mantendrían en la segunda etapa. La tercera etapa combinaría a los clasificados de la segunda etapa en 4 grupos diferentes de los cuales los dos mejores avanzarían a la etapa final. La etapa final constaba de 2 grupos de 4 equipos, donde el ganador de cada grupo obtendría el ascenso al Torneo Argentino A. Los dos ascendidos más los dos segundos de ambos grupos tendrían la posibilidad de disputar la Rueda Final del Torneo Argentino A por un ascenso directo hacia la Primera B Nacional, segunda categoría del fútbol argentino, siendo la primera vez que 2 equipos de cuarta categoría que, no habiendo obtenido el ascenso a la tercera categoría, tendrían la posibilidad de ascender directamente a la segunda categoría.

## Equipos participantes

### Clasificados a primera fase
| Región     | Grupo | Club                                          | Ciudad                        | Provincia           | Liga de Origen                                 |
| ---------- | ----- | --------------------------------------------- | ----------------------------- | ------------------- | ---------------------------------------------- |
| Bonaerense | A1    | Defensores de Belgrano                        | Villa Ramallo                 | Buenos Aires        | Liga Nicoleña de fútbol                        |
| Bonaerense | A1    | Atlético Argentino Soc. y Dep.                | Mariano H. Alfonzo            | Buenos Aires        | Liga de fútbol Pergamino                       |
| Bonaerense | A1    | Sportivo La Esperanza                         | San Pedro                     | Buenos Aires        | Liga Deportiva Sampedrina                      |
| Bonaerense | A2    | Foot Ball Ferro Carril Oeste                  | Trenque Lauquen               | Buenos Aires        | Liga Trenquelauquense de fútbol                |
| Bonaerense | A2    | Social y Deportivo General Pinto              | General Pinto                 | Buenos Aires        | Liga Ameghinense de Fútbol                     |
| Bonaerense | A2    | Deportivo y Social Ingeniero White            | Banderaló                     | Buenos Aires        | Liga de fútbol de General Villegas             |
| Bonaerense | A2    | F.C. Tres Algarrobos                          | Tres Algarrobos               | Buenos Aires        | Liga de fútbol del Oeste                       |
| Bonaerense | A3    | Defensores de Salto                           | Salto                         | Buenos Aires        | Liga de fútbol de Salto                        |
| Bonaerense | A3    | Atlético Rivadavia                            | Junín                         | Buenos Aires        | Liga Deportiva del Oeste (Junín)               |
| Bonaerense | A3    | Porteño F.C.                                  | Colón                         | Buenos Aires        | Liga Deportiva de Colón                        |
| Bonaerense | A3    | Atlético Argentino                            | Rojas                         | Buenos Aires        | Liga Deportiva de fútbol (Rojas)               |
| Bonaerense | B1    | Atlético Quilmes (M.d.P.)                     | Mar del Plata                 | Buenos Aires        | Liga Marplatense de fútbol                     |
| Bonaerense | B1    | Gimnasia y Esgrima                            | Tandil                        | Buenos Aires        | Liga Tandilense de fútbol                      |
| Bonaerense | B1    | Deportivo Norte                               | Mar del Plata                 | Buenos Aires        | Liga Marplatense de fútbol                     |
| Bonaerense | B1    | Atlético Sarmiento                            | Ayacucho                      | Buenos Aires        | Liga Ayacuchense de fútbol                     |
| Bonaerense | B2    | Atlético Empleados de Comercio                | Bolívar                       | Buenos Aires        | Liga Deportiva de Bolívar                      |
| Bonaerense | B2    | Atlético Hinojo                               | Hinojo                        | Buenos Aires        | Liga de fútbol de Olavarría                    |
| Bonaerense | B2    | Biblioteca Agustín Álvarez                    | Nueve de Julio                | Buenos Aires        | Liga Nuevejuliense de Fútbol                   |
| Bonaerense | B2    | Sportivo Piazza                               | Azul                          | Buenos Aires        | Liga de fútbol de Azul                         |
| Bonaerense | B3    | Atlético Sporting                             | Punta Alta                    | Buenos Aires        | Liga del Sur (Bahía Blanca)                    |
| Bonaerense | B3    | Social y Deportivo Once Carazones             | Indio Rico                    | Buenos Aires        | Liga Regional Tresarroyense de fútbol          |
| Bonaerense | B3    | Atlético Liniers                              | Bahía Blanca                  | Buenos Aires        | Liga del Sur (Bahía Blanca)                    |
| Bonaerense | C1    | Atlético Fuerte Barragán                      | Ensenada                      | Buenos Aires        | Liga Amateur Platense de fútbol                |
| Bonaerense | C1    | Atlético y Progreso                           | Brandsen                      | Buenos Aires        | Liga Chascomunense de fútbol                   |
| Bonaerense | C1    | San José                                      | General Pirán                 | Buenos Aires        | Liga Madariaguense de fútbol                   |
| Bonaerense | C1    | Deportivo Castelli                            | Castelli                      | Buenos Aires        | Liga Dolorense de fútbol (Buenos Aires)        |
| Bonaerense | C2    | Sportivo Bragado                              | Bragado                       | Buenos Aires        | Liga Bragadense de fútbol                      |
| Bonaerense | C2    | River Plate                                   | Chacabuco                     | Buenos Aires        | Liga Deportiva del Oeste (Junín)               |
| Bonaerense | C2    | Club Mercedes                                 | Mercedes                      | Buenos Aires        | Liga Mercedina de fútbol                       |
| Bonaerense | C2    | Atlético Independiente                        | Chivilcoy                     | Buenos Aires        | Liga Chivilcoyana de Fútbol                    |
| Bonaerense | C3    | Social y Polideportivo Grand Bourg            | Grand Bourg                   | Buenos Aires        | Liga Escobarense de fútbol                     |
| Bonaerense | C3    | Ferroviarios Unidos                           | Zárate                        | Buenos Aires        | Liga Zarateña de fútbol                        |
| Bonaerense | C3    | Los Pumas                                     | Luján                         | Buenos Aires        | Liga Lujanense de fútbol                       |
| Bonaerense | C3    | Social y Deportivo Defensores de La Esperanza | Campana                       | Buenos Aires        | Liga Campanense de fútbol                      |
| Litoral    | A1    | Asociación Exalumnos Escuela 185              | Oberá                         | Misiones            | Liga Regional Obereña de fútbol                |
| Litoral    | A1    | Atlético Tigre                                | Santo Pipó                    | Misiones            | Liga Posadeña de fútbol                        |
| Litoral    | A1    | Candelaria                                    | Candelaria                    | Misiones            | Liga Posadeña de fútbol                        |
| Litoral    | A1    | Racing                                        | Apóstoles                     | Misiones            | Liga Apostoleña de fútbol                      |
| Litoral    | A2    | Atlético y Social A.P.I.N.T.A.                | Mercedes                      | Corrientes          | Liga Mercedeña de fútbol                       |
| Litoral    | A2    | Atlético Sporting Panificación                | Paso de los Libres            | Corrientes          | Liga Libreña de fútbol                         |
| Litoral    | A2    | Atlético Taragüí                              | Gobernador Virasoro           | Corrientes          | Liga Virasoreña de fútbol                      |
| Litoral    | A2    | Atlético General Belgrano                     | Curuzú Cuatiá                 | Corrientes          | Liga de fútbol General Belgrano                |
| Litoral    | A3    | Social y Deportivo Ateneo                     | Federal                       | Entre Ríos          | Liga Federalense de fútbol                     |
| Litoral    | A3    | Deportivo 1.º de Mayo                         | Chajarí                       | Entre Ríos          | Liga de fútbol de Chajarí                      |
| Litoral    | A3    | Atlético Victoria                             | Concordia                     | Entre Ríos          | Liga Concordiense de fútbol                    |
| Litoral    | A3    | Atlético Libertad                             | Monte Caseros                 | Corrientes          | Liga Deportiva Casereña General San Martín     |
| Litoral    | B1    | Primero de Mayo                               | Formosa                       | Formosa             | Liga Formoseña de fútbol                       |
| Litoral    | B1    | Social y Deportivo Libertad                   | Clorinda                      | Formosa             | Liga Clorindense de fútbol                     |
| Litoral    | B1    | 13 de Junio                                   | Pirané                        | Formosa             | Liga Piranense de fútbol                       |
| Litoral    | B2    | A.C.C.Deportivo Libertad                      | Charata                       | Chaco               | Liga de fútbol del Noroeste Chaq. (Las Breñas) |
| Litoral    | B2    | Unión Progresista                             | Villa Ángela                  | Chaco               | Asoc.Fút.Oeste Chaqueño                        |
| Litoral    | B2    | Atlético Barrio Sarmiento                     | Juan José Castelli            | Chaco               | Liga Saenzpeñense de fútbol                    |
| Litoral    | B3    | Atlético Sarmiento                            | Resistencia                   | Chaco               | Liga Chaqueña de fútbol                        |
| Litoral    | B3    | Sportivo Benjamín Matienzo                    | Goya                          | Corrientes          | Liga Goyana de fútbol                          |
| Litoral    | B3    | Platense Porvenir                             | Reconquista                   | Santa Fe            | Liga Reconquistense de Fútbol                  |
| Litoral    | C1    | Sportivo Urquiza                              | Paraná                        | Entre Ríos          | Liga Paranaense de fútbol                      |
| Litoral    | C1    | Ciclón Racing Foot Ball Club                  | Santa Fe                      | Santa Fe            | Liga Santafesina de Fútbol                     |
| Litoral    | C1    | Viale Foot Ball Club                          | Viale                         | Entre Ríos          | Liga de fútbol de Paraná Campaña               |
| Litoral    | C2    | Sportivo Ben Hur                              | Rafaela                       | Santa Fe            | Liga Rafaelina de Fútbol                       |
| Litoral    | C2    | Renato Cesarini                               | Rosario                       | Santa Fe            | Asociación Rosarina de Fútbol                  |
| Litoral    | C2    | Porvenir Talleres                             | Villa Constitución            | Santa Fe            | Liga de Fútbol Regional del Sud                |
| Litoral    | C3    | Recreativo San Jorge                          | Villa Elisa                   | Entre Ríos          | Liga Departamental de Fútbol de Colón          |
| Litoral    | C3    | Central Entrerriano                           | Gualeguaychú                  | Entre Ríos          | Liga Departamental de fútbol de Gualeguaychú   |
| Litoral    | C3    | Gualeguay Central                             | Gualeguay                     | Entre Ríos          | Liga Departamental de fútbol de Gualeguay      |
| Litoral    | C3    | Atlético Almagro                              | Concepción del Uruguay        | Entre Ríos          | Liga de fútbol de Concepción del Uruguay       |
| Norte      | A1    | Dep. Campo Durán                              | Aguaray                       | Salta               | Liga Departamental de fútbol Gral. San Martín  |
| Norte      | A1    | Atlético Pichanal                             | Pichanal                      | Salta               | Liga Regional de fútbol del Bermejo            |
| Norte      | A1    | Sportivo Alberdi                              | Libertador General San Martín | Jujuy               | Liga Regional Jujeña de fútbol                 |
| Norte      | A2    | Sportivo Rivadavia                            | El Carmen                     | Jujuy               | Liga Departamental de Fútbol de El Carmen      |
| Norte      | A2    | Atlético Ciudad de Nieva                      | Jujuy                         | Jujuy               | Liga Jujeña de Fútbol                          |
| Norte      | A2    | Atlético Libertad                             | Campo Santo                   | Salta               | Liga Güemense de fútbol                        |
| Norte      | B1    | Atlético Concepción                           | Banda del Río Salí            | Tucumán             | Liga Tucumana de Fútbol                        |
| Norte      | B1    | Unión Calchaquí                               | Santa María                   | Catamarca           | Liga Santamariana de fútbol                    |
| Norte      | B1    | Rivadavia                                     | Cafayate                      | Salta               | Liga Calchaquí de fútbol                       |
| Norte      | B2    | Ñuñorco                                       | Monteros                      | Tucumán             | Liga Tucumana de Fútbol                        |
| Norte      | B2    | Atlético Frías                                | Frías                         | Santiago del Estero | Liga Cultural de fútbol de Frías               |
| Norte      | B2    | Atlético Talleres                             | Añatuya                       | Santiago del Estero | Liga Añatuyense de fútbol                      |
| Norte      | C     | Atlético Chicoana                             | Chicoana                      | Salta               | Liga de fútbol del Valle de Lerma              |
| Norte      | C     | Argentinos del Norte                          | Salta                         | Salta               | Liga Salteña de Fútbol                         |
| Norte      | C     | Progreso                                      | Rosario de la Frontera        | Salta               | Liga de Fútbol de Rosario de la Frontera       |
| Norte      | C     | Barrio Obrero                                 | Joaquín V. González           | Salta               | Liga Anteña de fútbol                          |
| Norte      | C     | Deportivo El Galpón                           | El Galpón                     | Salta               | Liga Metanense de fútbol                       |
| Sur        | A     | As. Civil Racing Club                         | Trelew                        | Chubut              | Liga de Fútbol Valle del Chubut                |
| Sur        | A     | San Martín                                    | Esquel                        | Chubut              | Liga de fútbol del Oeste del Chubut            |
| Sur        | A     | Huracán                                       | Comodoro Rivadavia            | Chubut              | Liga de Fútbol de Comodoro Rivadavia           |
| Sur        | A     | Olimpia FC                                    | Caleta Olivia                 | Santa Cruz          | Liga de Fútbol Norte                           |
| Sur        | B     | Independiente                                 | Neuquén                       | Neuquén             | Liga de Fútbol del Neuquén                     |
| Sur        | B     | Social y Deportivo Alto Valle                 | Allen                         | Río Negro           | Liga Deportiva Confluencia                     |
| Sur        | B     | Centro Español                                | Plottier                      | Neuquén             | Liga de Fútbol del Neuquén                     |
| Sur        | C     | Villa Congreso                                | Viedma                        | Río Negro           | Liga Rionegrina de fútbol                      |
| Sur        | C     | Defensores de La Colonia                      | Colonia Juliá y Echarren      | Río Negro           | Liga de Fútbol de Río Colorado                 |
| Sur        | C     | Atlético Chimpay                              | Chimpay                       | Río Negro           | Liga Regional de fútbol Avellaneda             |
| Centro     | A     | Alumni                                        | Villa María                   | Córdoba             | Liga Villamariense de fútbol                   |
| Centro     | A     | Racing                                        | Córdoba                       | Córdoba             | Liga Cordobesa de Fútbol                       |
| Centro     | A     | San Martín                                    | Villa Unión                   | La Rioja            | Liga de Fútbol del Oeste Riojano               |
| Centro     | A     | San Lorenzo de Varga                          | La Rioja                      | La Rioja            | Liga Riojana de Fútbol                         |
| Centro     | B     | Rivadavia                                     | Arroyo Cabral                 | Córdoba             | Liga Villamariense de fútbol                   |
| Centro     | B     | 9 de Julio                                    | Río Tercero                   | Córdoba             | Liga Regional Riotercerense de fútbol          |
| Centro     | B     | Atenas                                        | Río Cuarto                    | Córdoba             | Liga Regional de fútbol de Río Cuarto          |
| Centro     | C     | Olmos y Aguilera                              | Belén                         | Catamarca           | Liga Belenista de fútbol                       |
| Centro     | C     | Salta Central                                 | San F. del V. de Catamarca    | Catamarca           | Liga Catamarqueña de fútbol                    |
| Centro     | C     | General Lavalle                               | Colpes                        | Catamarca           | Liga Departamental de fútbol de Pomán          |
| Centro     | C     | Coronel Daza                                  | Banda de Varela               | Catamarca           | Liga Chacarera de fútbol (Valle Viejo)         |
| Cuyo       | A     | Atlético Argentino                            | San José                      | Mendoza             | Liga Mendocina de fútbol                       |
| Cuyo       | A     | Unión                                         | Villa Krause                  | San Juan            | Liga Sanjuanina de fútbol                      |
| Cuyo       | A     | Árbol Verde                                   | Concepción                    | San Juan            | Liga Sanjuanina de Fútbol                      |
| Cuyo       | A     | Guaymallén                                    | Rodeo de la Cruz              | Mendoza             | Liga Mendocina de fútbol                       |
| Cuyo       | B     | Peñaflor                                      | San Martín                    | San Juan            | Liga Caucetera de Fútbol                       |
| Cuyo       | B     | Unión Social y Deportiva Bowen                | Bowen                         | Mendoza             | Liga Alvearense de fútbol (Mendoza)            |
| Cuyo       | B     | Colegiales                                    | Villa Mercedes                | San Luis            | Liga de Fútbol de Villa Mercedes (S.L.)        |

### Clasificados a tercera fase
| Club                 | Ciudad              | Provincia           | Liga de Origen              |
| -------------------- | ------------------- | ------------------- | --------------------------- |
| Obras Sanitarias     | Arrecifes           | Buenos Aires        | Liga de fútbol de Arrecifes |
| San Martín           | Monte Comán         | Mendoza             | Liga Sanrafaelina de Fútbol |
| Defensores del Oeste | San Luis            | San Luis            | Liga Sanluiseña de fútbol   |
| Güemes               | Santiago del Estero | Santiago del Estero | Liga Santiagueña de Fútbol  |
| Sarmiento            | La Banda            | Santiago del Estero | Liga Santiagueña de Fútbol  |
| Mataderos            | Necochea            | Buenos Aires        | Liga Necochense de fútbol   |
| Boca Unidos          | Bariloche           | Río Negro           | Liga de Fútbol de Bariloche |

### Renuncias
Desistieron de participar por razones económicas:
| Club     | Ciudad     | Provincia | Liga de Origen          |
| -------- | ---------- | --------- | ----------------------- |
| Pampero  | Guatraché  | La Pampa  | Liga Cultural de Fútbol |
| All Boys | Santa Rosa | La Pampa  | Liga Cultural de Fútbol |

### Distribución geográfica
Listado por provincia de los equipos clasificados a los zonales.
| Provincia             | Cant. | Equipos |
| --------------------- | ----- | --- |
| Buenos Aires          | 36    | Argentino (MHA), Argentino (R), Atlético Hinojo, Atlético y Progreso (B), Biblioteca Agustín Álvarez, Defensores (S), Defensores de Belgrano (VR), Defensores de la Esperanza, Deportivo Castelli, Deportivo Norte, Empleados de Comercio, FC Tres Algarrobos, Ferro Carril Oeste (TL), Ferroviarios Unidos, Fuerte Barragán, General Pinto, Gimnasia y Esgrima (T), Grand Bourg, Independiente (Ch), Ingeniero White (B), La Esperanza, Liniers (BB), Los Pumas, Mataderos, Mercedes, Obras Sanitarias (A), Once Corazones, Porteño, Quilmes (MdP), Rivadavia (J), River Plate (Ch), San José (GP), Sarmiento (A), Sporting, Sportivo Bragado, Sportivo Piazza |
| Entre Ríos            | 9     | 1.º de Mayo (C), Almagro (CdU), Ateneo, Central Entrerriano, Gualeguay Central, San Jorge (VE), Sportivo Urquiza, Viale FC, Victoria |
| Salta                 | 9     | Argentinos del Norte, Atlético Chicoana, Barrio Obrero (JVG), Campo Durán, El Galpón, Libertad (CS), Pichanal, Progreso (RdlF), Rivadavia (C) |
| Corrientes            | 6     | A.P.I.N.T.A, Benjamín Matienzo, General Belgrano (CC), Libertad (MC), Panificación, Taragüí |
| Catamarca             | 5     | Coronel Daza, General Lavalle, Olmos y Aguilera, Salta Central, Unión Calchaquí |
| Córdoba               | 5     | 9 de Julio (RT), Alumni (VM), Atenas (RC), Racing (C), Rivadavia (AC) |
| Río Negro             | 5     | Alto Valle, Atlético Chimpay, Boca Unidos (B), Defensores de la Colonia, Villa Congreso |
| Santa Fe              | 5     | Ben Hur, Platense Porvenir, Porvenir Talleres, Racing (SF), Renato Cesarini |
| Chaco                 | 4     | Barrio Sarmiento, Libertad (C), Sarmiento (R), Unión Progresista |
| Mendoza               | 4     | Argentino (SJ), Bowen, Guaymallén, San Martín (MC) |
| Misiones              | 4     | Candelaria, Exalumnos Escuela 185, Racing (A), Tigre |
| Santiago del Estero   | 4     | Frías, Güemes, Sarmiento (LB), Talleres (A) |
| Chubut                | 3     | Huracán (CR), Racing (T), San Martín (E) |
| Formosa               | 3     | 1.º de Mayo, 13 de Junio, Libertad (C) |
| Jujuy                 | 3     | Alberdi, Ciudad de Nieva, Sportivo Rivadavia |
| San Juan              | 3     | Árbol Verde, Peñaflor, Unión (VK) |
| La Rioja              | 2     | San Lorenzo de Varga, San Martín (VU) |
| Neuquén               | 2     | Centro Español, Independiente (N) |
| Provincia de San Luis | 2     | Colegiales (VM), Defensores del Oeste |
| Tucumán               | 2     | Atlético Concepción, Ñuñorco |
| Santa Cruz            | 1     | Olimpia FC |
| La Pampa              | 0     | |
| Tierra del Fuego      | 0     | |
| Total                 | 117   | |

## Primera etapa

### Región bonaerense

#### Grupo A-1

##### Tabla de posiciones final
| Pos. | Equipo                                 | Pts. | PJ | PG | PE | PP | GF | GC | Dif. |
| ---- | -------------------------------------- | ---- | -- | -- | -- | -- | -- | -- | ---- |
| 01.º | Defensores de Belgrano (Villa Ramallo) | 9    | 4  | 3  | 0  | 1  | 8  | 3  | 5    |
| 02.º | Argentino (Mariano H. Alfonzo)         | 7    | 4  | 2  | 1  | 1  | 6  | 7  | −1   |
| 03.º | La Esperanza (San Pedro)               | 1    | 4  | 0  | 1  | 3  | 6  | 10 | −4   |

|  | Clasificado a la Segunda etapa |

|  |

#### Grupo A-2

##### Tabla de posiciones final
| Pos. | Equipo                               | Pts. | PJ | PG | PE | PP | GF | GC | Dif. |
| ---- | ------------------------------------ | ---- | -- | -- | -- | -- | -- | -- | ---- |
| 01.º | Ferro Carril Oeste (Trenque Lauquen) | 15   | 6  | 5  | 0  | 1  | 16 | 7  | 9    |
| 02.º | Social Pinto                         | 15   | 6  | 5  | 0  | 1  | 16 | 6  | 10   |
| 03.º | Ingeniero White (Banderaló)          | 3    | 6  | 1  | 0  | 5  | 6  | 10 | −4   |
| 04.º | FC Tres Algarrobos                   | 3    | 6  | 1  | 0  | 5  | 3  | 24 | −21  |

|  | Clasificado a la Segunda etapa |

| 1. |

#### Grupo A-3

##### Tabla de posiciones final
| Pos. | Equipo              | Pts. | PJ | PG | PE | PP | GF | GC | Dif. |
| ---- | ------------------- | ---- | -- | -- | -- | -- | -- | -- | ---- |
| 01.º | Defensores de Salto | 16   | 6  | 5  | 1  | 0  | 13 | 4  | 9    |
| 02.º | Rivadavia (Junín)   | 7    | 6  | 2  | 1  | 3  | 6  | 10 | −4   |
| 03.º | Porteño (Colón)     | 7    | 6  | 2  | 1  | 3  | 6  | 9  | −3   |
| 04.º | Argentino (Rojas)   | 4    | 6  | 1  | 1  | 4  | 5  | 7  | −2   |

|  | Clasificado a la Segunda etapa |

|  |

#### Grupo B-1

##### Tabla de posiciones final
| Pos. | Equipo                      | Pts. | PJ | PG | PE | PP | GF | GC | Dif. |
| ---- | --------------------------- | ---- | -- | -- | -- | -- | -- | -- | ---- |
| 01.º | Quilmes (Mar del Plata)     | 13   | 6  | 4  | 1  | 1  | 17 | 10 | 7    |
| 02.º | Gimnasia y Esgrima (Tandil) | 9    | 6  | 2  | 3  | 1  | 9  | 8  | 1    |
| 03.º | Deportivo Norte             | 7    | 6  | 2  | 1  | 3  | 11 | 11 | 0    |
| 04.º | Sarmiento (Ayacucho)        | 4    | 6  | 1  | 1  | 4  | 4  | 12 | −8   |

|  | Clasificado a la Segunda etapa |

|  |

#### Grupo B-2

##### Tabla de posiciones final
| Pos. | Equipo                          | Pts. | PJ | PG | PE | PP | GF | GC | Dif. |
| ---- | ------------------------------- | ---- | -- | -- | -- | -- | -- | -- | ---- |
| 01.º | Empleados de Comercio (Bolívar) | 11   | 6  | 3  | 2  | 1  | 9  | 7  | 2    |
| 02.º | Atlético Hinojo                 | 8    | 6  | 2  | 2  | 2  | 10 | 6  | 4    |
| 03.º | Biblioteca Agustín Álvarez      | 7    | 6  | 2  | 1  | 3  | 8  | 12 | −4   |
| 04.º | Piazza                          | 7    | 6  | 2  | 1  | 3  | 7  | 8  | −1   |

|  | Clasificado a la Segunda etapa |

|  |

#### Grupo B-3

##### Tabla de posiciones final
| Pos. | Equipo                 | Pts. | PJ | PG | PE | PP | GF | GC | Dif. |
| ---- | ---------------------- | ---- | -- | -- | -- | -- | -- | -- | ---- |
| 01.º | Sporting (Punta Alta)  | 6    | 4  | 1  | 3  | 0  | 8  | 4  | 4    |
| 02.º | Once Corazones         | 5    | 4  | 1  | 2  | 1  | 4  | 4  | 0    |
| 03.º | Liniers (Bahía Blanca) | 4    | 4  | 1  | 1  | 2  | 4  | 8  | −4   |

|  | Clasificado a la Segunda etapa |

|  |

#### Grupo C-1

##### Tabla de posiciones final
| Pos. | Equipo                         | Pts. | PJ | PG | PE | PP | GF | GC | Dif. |
| ---- | ------------------------------ | ---- | -- | -- | -- | -- | -- | -- | ---- |
| 01.º | Fuerte Barragán (Ensenada)     | 11   | 6  | 3  | 2  | 1  | 17 | 8  | 9    |
| 02.º | Atlético y Progreso (Brandsen) | 10   | 6  | 2  | 4  | 0  | 10 | 8  | 2    |
| 03.º | San José (General Pirán)       | 8    | 6  | 2  | 2  | 2  | 14 | 12 | 2    |
| 04.º | Deportivo Castelli             | 2    | 6  | 0  | 2  | 4  | 5  | 18 | −13  |

|  | Clasificado a la Segunda etapa |

|  |

#### Grupo C-2

##### Tabla de posiciones final
| Pos. | Equipo                    | Pts. | PJ | PG | PE | PP | GF | GC | Dif. |
| ---- | ------------------------- | ---- | -- | -- | -- | -- | -- | -- | ---- |
| 01.º | Sportivo Bragado          | 13   | 6  | 4  | 1  | 1  | 12 | 7  | 5    |
| 02.º | River Plate (Chacabuco)   | 13   | 6  | 4  | 1  | 1  | 8  | 5  | 3    |
| 03.º | Mercedes                  | 4    | 6  | 1  | 1  | 4  | 9  | 12 | −3   |
| 04.º | Independiente (Chivilcoy) | 4    | 6  | 1  | 1  | 4  | 7  | 12 | −5   |

|  | Clasificado a la Segunda etapa |

| 1. |

#### Grupo C-3

##### Tabla de posiciones final
| Pos. | Equipo                               | Pts. | PJ | PG | PE | PP | GF | GC | Dif. |
| ---- | ------------------------------------ | ---- | -- | -- | -- | -- | -- | -- | ---- |
| 01.º | Poliderpotivo Grand Bourg            | 16   | 6  | 5  | 1  | 0  | 12 | 5  | 7    |
| 02.º | Ferroviario Unidos (Zárate)          | 9    | 6  | 3  | 0  | 3  | 9  | 5  | 4    |
| 03.º | Los Pumas (Luján)                    | 7    | 6  | 2  | 1  | 3  | 6  | 11 | −5   |
| 04.º | Defensores de la Esperanza (Campana) | 3    | 6  | 1  | 0  | 5  | 3  | 9  | −6   |

|  | Clasificado a la Segunda etapa |

|  |

### Región Litoral

#### Grupo A-1

##### Tabla de posiciones final
| Pos. | Equipo                           | Pts. | PJ | PG | PE | PP | GF | GC | Dif. |
| ---- | -------------------------------- | ---- | -- | -- | -- | -- | -- | -- | ---- |
| 01.º | Exalumnos Escuela 185 (Oberá)    | 11   | 6  | 3  | 2  | 1  | 8  | 1  | 7    |
| 02.º | Tigre (Santo Pipó)               | 10   | 6  | 3  | 1  | 2  | 11 | 8  | 3    |
| 03.º | Atlético Candelaria (Candelaria) | 9    | 6  | 2  | 3  | 1  | 7  | 6  | 1    |
| 04.º | Racing (Apóstoles)               | 2    | 6  | 0  | 2  | 4  | 2  | 13 | −11  |

|  | Clasificado a la Segunda etapa |

|  |

##### Resultados
| Fecha 1 | Fecha 1   | Fecha 1               | Fecha 1    | Fecha 1       | Fecha 1 |
| Local   | Resultado | Visitante             | Estadio    | Fecha         |         |
| ------- | --------- | --------------------- | ---------- | ------------- | ------- |
| Tigre   | 1 - 0     | Exalumnos Escuela 185 | Santo Pipó | 13 de octubre |         |
| Racing  | 0 - 0     | Atlético Candelaria   | Apóstoles  | 13 de octubre |         |

| Fecha 2                | Fecha 2   | Fecha 2   | Fecha 2    | Fecha 2       | Fecha 2 |
| Local                  | Resultado | Visitante | Estadio    | Fecha         |         |
| ---------------------- | --------- | --------- | ---------- | ------------- | ------- |
| Ex Alumnos Escuela 185 | 1 - 0     | Racing    | Oberá      | 20 de octubre |         |
| Atlético Candelaria    | 2 - 4     | Tigre     | Candelaria | 20 de octubre |         |

| Fecha 3               | Fecha 3   | Fecha 3             | Fecha 3   | Fecha 3       | Fecha 3 |
| Local                 | Resultado | Visitante           | Estadio   | Fecha         |         |
| --------------------- | --------- | ------------------- | --------- | ------------- | ------- |
| Exalumnos Escuela 185 | 0 - 0     | Atlético Candelaria | Oberá     | 27 de octubre |         |
| Racing                | 1 - 1     | Tigre               | Apóstoles | 27 de octubre |         |

| Fecha 4                | Fecha 4   | Fecha 4   | Fecha 4    | Fecha 4        | Fecha 4 |
| Local                  | Resultado | Visitante | Estadio    | Fecha          |         |
| ---------------------- | --------- | --------- | ---------- | -------------- | ------- |
| Ex Alumnos Escuela 185 | 2 - 0     | Tigre     | Oberá      | 3 de noviembre |         |
| Atlético Candelaria    | 2 - 1     | Racing    | Candelaria | 3 de noviembre |         |

| Fecha 5 | Fecha 5   | Fecha 5                | Fecha 5    | Fecha 5        | Fecha 5 |
| Local   | Resultado | Visitante              | Estadio    | Fecha          |         |
| ------- | --------- | ---------------------- | ---------- | -------------- | ------- |
| Tigre   | 1 - 3     | Atlético Candelaria    | Santo Pipó | 6 de noviembre |         |
| Racing  | 0 - 5     | Ex Alumnos Escuela 185 | Apóstoles  | 6 de noviembre |         |

| Fecha 6             | Fecha 6   | Fecha 6               | Fecha 6    | Fecha 6         | Fecha 6 |
| Local               | Resultado | Visitante             | Estadio    | Fecha           |         |
| ------------------- | --------- | --------------------- | ---------- | --------------- | ------- |
| Tigre               | 4 - 0     | Racing                | Santo Pipó | 10 de noviembre |         |
| Atlético Candelaria | 0 - 0     | Exalumnos Escuela 185 | Candelaria | 10 de noviembre |         |

#### Grupo A-2

##### Tabla de posiciones final
| Pos. | Equipo                            | Pts. | PJ | PG | PE | PP | GF | GC | Dif. |
| ---- | --------------------------------- | ---- | -- | -- | -- | -- | -- | -- | ---- |
| 01.º | A.P.I.N.T.A (Mercedes)            | 13   | 6  | 4  | 1  | 1  | 17 | 3  | 14   |
| 02.º | Panificación (Paso de los Libres) | 11   | 6  | 3  | 2  | 1  | 12 | 6  | 6    |
| 03.º | Taragüí (Gobernador Virasoro)     | 7    | 6  | 2  | 1  | 3  | 7  | 13 | −6   |
| 04.º | General Belgrano (Curuzú Cuatiá)  | 2    | 6  | 0  | 2  | 4  | 3  | 17 | −14  |

|  | Clasificado a la Segunda etapa |

|  |

##### Resultados
| Fecha 1          | Fecha 1   | Fecha 1   | Fecha 1            | Fecha 1       | Fecha 1 |
| Local            | Resultado | Visitante | Estadio            | Fecha         |         |
| ---------------- | --------- | --------- | ------------------ | ------------- | ------- |
| Panificación     | 4 - 1     | Taragüí   | Paso de los Libres | 13 de octubre |         |
| General Belgrano | 0 - 5     | APINTA    | Curuzú Cuatiá      | 13 de octubre |         |

| Fecha 2 | Fecha 2   | Fecha 2          | Fecha 2             | Fecha 2       | Fecha 2 |
| Local   | Resultado | Visitante        | Estadio             | Fecha         |         |
| ------- | --------- | ---------------- | ------------------- | ------------- | ------- |
| APINTA  | 1 - 1     | Panificación     | Mercedes            | 20 de octubre |         |
| Taragüí | 4 - 0     | General Belgrano | Gobernador Virasoro | 20 de octubre |         |

| Fecha 3          | Fecha 3   | Fecha 3      | Fecha 3             | Fecha 3       | Fecha 3 |
| Local            | Resultado | Visitante    | Estadio             | Fecha         |         |
| ---------------- | --------- | ------------ | ------------------- | ------------- | ------- |
| Taragüí          | 0 - 5     | APINTA       | Gobernador Virasoro | 27 de octubre |         |
| General Belgrano | 2 - 2     | Panificación | Curuzú Cuatiá       | 27 de octubre |         |

| Fecha 4 | Fecha 4   | Fecha 4          | Fecha 4             | Fecha 4        | Fecha 4 |
| Local   | Resultado | Visitante        | Estadio             | Fecha          |         |
| ------- | --------- | ---------------- | ------------------- | -------------- | ------- |
| APINTA  | 2 - 0     | General Belgrano | Mercedes            | 3 de noviembre |         |
| Taragüí | 1 - 0     | Panificación     | Gobernador Virasoro | 3 de noviembre |         |

| Fecha 5          | Fecha 5   | Fecha 5   | Fecha 5            | Fecha 5        | Fecha 5 |
| Local            | Resultado | Visitante | Estadio            | Fecha          |         |
| ---------------- | --------- | --------- | ------------------ | -------------- | ------- |
| Panificación     | 2 - 1     | APINTA    | Paso de los Libres | 6 de noviembre |         |
| General Belgrano | 1 - 1     | Taragüí   | Curuzú Cuatiá      | 6 de noviembre |         |

| Fecha 6      | Fecha 6   | Fecha 6          | Fecha 6            | Fecha 6         | Fecha 6 |
| Local        | Resultado | Visitante        | Estadio            | Fecha           |         |
| ------------ | --------- | ---------------- | ------------------ | --------------- | ------- |
| APINTA       | 3 - 0     | Taragüí          | Mercedes           | 10 de noviembre |         |
| Panificación | 3 - 0     | General Belgrano | Paso de los Libres | 10 de noviembre |         |

#### Grupo A-3

##### Tabla de posiciones final
| Pos. | Equipo                   | Pts. | PJ | PG | PE | PP | GF | GC | Dif. |
| ---- | ------------------------ | ---- | -- | -- | -- | -- | -- | -- | ---- |
| 01.º | Ateneo (Federal)         | 13   | 6  | 4  | 1  | 1  | 12 | 7  | 5    |
| 02.º | 1.º de Mayo (Chajarí)    | 12   | 6  | 4  | 0  | 2  | 11 | 7  | 4    |
| 03.º | Victoria (Concordia)     | 6    | 6  | 2  | 0  | 4  | 15 | 16 | −1   |
| 04.º | Libertad (Monte Caseros) | 4    | 6  | 1  | 1  | 4  | 7  | 16 | −9   |

|  | Clasificado a la Segunda etapa |

|  |

##### Resultados
| Fecha 1     | Fecha 1   | Fecha 1   | Fecha 1       | Fecha 1       | Fecha 1 |
| Local       | Resultado | Visitante | Estadio       | Fecha         |         |
| ----------- | --------- | --------- | ------------- | ------------- | ------- |
| 1.º de Mayo | 1 - 2     | Ateneo    | Chajarí       | 13 de octubre |         |
| Libertad    | 1 - 2     | Victoria  | Monte Caseros | 13 de octubre |         |

| Fecha 2  | Fecha 2   | Fecha 2    | Fecha 2   | Fecha 2       | Fecha 2 |
| Local    | Resultado | Visitante  | Estadio   | Fecha         |         |
| -------- | --------- | ---------- | --------- | ------------- | ------- |
| Ateneo   | 2 - 2     | Libertad   | Federal   | 20 de octubre |         |
| Victoria | 1 - 2     | 1º de Mayo | Concordia | 20 de octubre |         |

| Fecha 3    | Fecha 3   | Fecha 3   | Fecha 3   | Fecha 3       | Fecha 3 |
| Local      | Resultado | Visitante | Estadio   | Fecha         |         |
| ---------- | --------- | --------- | --------- | ------------- | ------- |
| 1º de Mayo | 2 - 0     | Libertad  | Chajarí   | 27 de octubre |         |
| Victoria   | 0 - 4     | Ateneo    | Concordia | 27 de octubre |         |

| Fecha 4  | Fecha 4   | Fecha 4     | Fecha 4   | Fecha 4        | Fecha 4 |
| Local    | Resultado | Visitante   | Estadio   | Fecha          |         |
| -------- | --------- | ----------- | --------- | -------------- | ------- |
| Ateneo   | 2 - 1     | 1.º de Mayo | Federal   | 3 de noviembre |         |
| Victoria | 8 - 3     | Libertad    | Concordia | 3 de noviembre |         |

| Fecha 5    | Fecha 5   | Fecha 5   | Fecha 5       | Fecha 5        | Fecha 5 |
| Local      | Resultado | Visitante | Estadio       | Fecha          |         |
| ---------- | --------- | --------- | ------------- | -------------- | ------- |
| 1º de Mayo | 3 - 2     | Victoria  | Chajarí       | 6 de noviembre |         |
| Libertad   | 1 - 0     | Ateneo    | Monte Caseros | 6 de noviembre |         |

| Fecha 6  | Fecha 6   | Fecha 6    | Fecha 6       | Fecha 6         | Fecha 6 |
| Local    | Resultado | Visitante  | Estadio       | Fecha           |         |
| -------- | --------- | ---------- | ------------- | --------------- | ------- |
| Ateneo   | 3 - 2     | Victoria   | Federal       | 10 de noviembre |         |
| Libertad | 0 - 2     | 1º de Mayo | Monte Caseros | 10 de noviembre |         |

#### Grupo B-1

##### Tabla de posiciones final
| Pos. | Equipo                | Pts. | PJ | PG | PE | PP | GF | GC | Dif. |
| ---- | --------------------- | ---- | -- | -- | -- | -- | -- | -- | ---- |
| 01.º | 1.º de Mayo (Formosa) | 5    | 4  | 1  | 2  | 1  | 3  | 2  | 1    |
| 02.º | Libertad (Clorinda)   | 4    | 4  | 1  | 1  | 2  | 2  | 2  | 0    |
| 03.º | 13 de Junio (Pirané)  | 3    | 4  | 0  | 3  | 1  | 3  | 4  | −1   |

|  | Clasificado a la Segunda etapa |

|  |

##### Resultados
| Fecha 1            | Fecha 1   | Fecha 1    | Fecha 1  | Fecha 1       | Fecha 1 |
| Local              | Resultado | Visitante  | Estadio  | Fecha         |         |
| ------------------ | --------- | ---------- | -------- | ------------- | ------- |
| Libertad           | 0 - 1     | 1º de Mayo | Clorinda | 13 de octubre |         |
| Libre: 13 de Junio |           |            |          |               |         |

| Fecha 2            | Fecha 2   | Fecha 2   | Fecha 2 | Fecha 2       | Fecha 2 |
| Local              | Resultado | Visitante | Estadio | Fecha         |         |
| ------------------ | --------- | --------- | ------- | ------------- | ------- |
| 13 de Junio        | 1 - 2     | Libertad  | Pirané  | 20 de octubre |         |
| Libre: 1.º de Mayo |           |           |         |               |         |

| Fecha 3         | Fecha 3   | Fecha 3     | Fecha 3 | Fecha 3       | Fecha 3 |
| Local           | Resultado | Visitante   | Estadio | Fecha         |         |
| --------------- | --------- | ----------- | ------- | ------------- | ------- |
| 1.º de Mayo     | 0 - 0     | 13 de Junio | Formosa | 27 de octubre |         |
| Libre: Libertad |           |             |         |               |         |

| Fecha 4            | Fecha 4   | Fecha 4   | Fecha 4 | Fecha 4 | Fecha 4 |
| Local              | Resultado | Visitante | Estadio | Fecha   |         |
| ------------------ | --------- | --------- | ------- | ------- | ------- |
| 1.º de Mayo        | p - p     | Libertad  | Formosa |         |         |
| Libre: 13 de Junio |           |           |         |         |         |

| Fecha 5            | Fecha 5   | Fecha 5     | Fecha 5  | Fecha 5        | Fecha 5 |
| Local              | Resultado | Visitante   | Estadio  | Fecha          |         |
| ------------------ | --------- | ----------- | -------- | -------------- | ------- |
| Libertad           | 0 - 0     | 13 de Junio | Clorinda | 6 de noviembre |         |
| Libre: 1.º de Mayo |           |             |          |                |         |

| Fecha 6         | Fecha 6   | Fecha 6     | Fecha 6 | Fecha 6         | Fecha 6 |
| Local           | Resultado | Visitante   | Estadio | Fecha           |         |
| --------------- | --------- | ----------- | ------- | --------------- | ------- |
| 13 de Junio     | 2 - 2     | 1.º de Mayo | Pirané  | 10 de noviembre |         |
| Libre: Libertad |           |             |         |                 |         |

| 1. |

#### Grupo B-2

##### Tabla de posiciones final
| Pos. | Equipo                                | Pts. | PJ | PG | PE | PP | GF | GC | Dif. |
| ---- | ------------------------------------- | ---- | -- | -- | -- | -- | -- | -- | ---- |
| 01.º | Libertad (Charata)                    | 12   | 4  | 4  | 0  | 0  | 12 | 6  | 6    |
| 02.º | Unión Progresista (Villa Ángela)      | 3    | 4  | 1  | 0  | 3  | 7  | 10 | −3   |
| 03.º | Barrio Sarmiento (Juan José Castelli) | 3    | 4  | 1  | 0  | 3  | 5  | 11 | −6   |

|  | Clasificado a la Segunda etapa |

|  |

##### Resultados
| Fecha 1                 | Fecha 1   | Fecha 1   | Fecha 1      | Fecha 1       | Fecha 1 |
| Local                   | Resultado | Visitante | Estadio      | Fecha         |         |
| ----------------------- | --------- | --------- | ------------ | ------------- | ------- |
| Unión Progresista       | 2 - 3     | Libertad  | Villa Ángela | 13 de octubre |         |
| Libre: Barrio Sarmiento |           |           |              |               |         |

| Fecha 2          | Fecha 2   | Fecha 2           | Fecha 2            | Fecha 2       | Fecha 2 |
| Local            | Resultado | Visitante         | Estadio            | Fecha         |         |
| ---------------- | --------- | ----------------- | ------------------ | ------------- | ------- |
| Barrio Sarmiento | 1 - 2     | Unión Progresista | Juan José Castelli | 20 de octubre |         |
| Libre: Libertad  |           |                   |                    |               |         |

| Fecha 3                  | Fecha 3   | Fecha 3          | Fecha 3 | Fecha 3       | Fecha 3 |
| Local                    | Resultado | Visitante        | Estadio | Fecha         |         |
| ------------------------ | --------- | ---------------- | ------- | ------------- | ------- |
| Libertad                 | 1 - 0     | Barrio Sarmiento | Charata | 27 de octubre |         |
| Libre: Unión Progresista |           |                  |         |               |         |

| Fecha 4                 | Fecha 4   | Fecha 4           | Fecha 4 | Fecha 4        | Fecha 4 |
| Local                   | Resultado | Visitante         | Estadio | Fecha          |         |
| ----------------------- | --------- | ----------------- | ------- | -------------- | ------- |
| Libertad                | 3 - 1     | Unión Progresista | Charata | 3 de noviembre |         |
| Libre: Barrio Sarmiento |           |                   |         |                |         |

| Fecha 5           | Fecha 5   | Fecha 5          | Fecha 5      | Fecha 5        | Fecha 5 |
| Local             | Resultado | Visitante        | Estadio      | Fecha          |         |
| ----------------- | --------- | ---------------- | ------------ | -------------- | ------- |
| Unión Progresista | 2 - 3     | Barrio Sarmiento | Villa Ángela | 6 de noviembre |         |
| Libre: Libertad   |           |                  |              |                |         |

| Fecha 6                  | Fecha 6   | Fecha 6   | Fecha 6            | Fecha 6         | Fecha 6 |
| Local                    | Resultado | Visitante | Estadio            | Fecha           |         |
| ------------------------ | --------- | --------- | ------------------ | --------------- | ------- |
| Barrio Sarmiento         | 3 - 5     | Libertad  | Juan José Castelli | 10 de noviembre |         |
| Libre: Unión Progresista |           |           |                    |                 |         |

|  |

#### Grupo B-3

##### Tabla de posiciones final
| Pos. | Equipo                          | Pts. | PJ | PG | PE | PP | GF | GC | Dif. |
| ---- | ------------------------------- | ---- | -- | -- | -- | -- | -- | -- | ---- |
| 01.º | Sarmiento (Resistencia)         | 8    | 4  | 2  | 2  | 0  | 9  | 5  | 4    |
| 02.º | Benjamín Matienzo (Goya)        | 4    | 4  | 1  | 1  | 2  | 3  | 6  | −3   |
| 03.º | Platense Porvenir (Reconquista) | 3    | 4  | 0  | 3  | 1  | 5  | 6  | −1   |

|  | Clasificado a la Segunda etapa |

|  |

##### Resultados
| Fecha 1                   | Fecha 1   | Fecha 1   | Fecha 1 | Fecha 1       | Fecha 1 |
| Local                     | Resultado | Visitante | Estadio | Fecha         |         |
| ------------------------- | --------- | --------- | ------- | ------------- | ------- |
| Benjamín Matienzo         | 0 - 1     | Sarmiento | Goya    | 13 de octubre |         |
| Libre : Platense Porvenir |           |           |         |               |         |

| Fecha 2           | Fecha 2   | Fecha 2           | Fecha 2     | Fecha 2       | Fecha 2 |
| Local             | Resultado | Visitante         | Estadio     | Fecha         |         |
| ----------------- | --------- | ----------------- | ----------- | ------------- | ------- |
| Platense Porvenir | 0 - 1     | Benjamín Matienzo | Reconquista | 20 de octubre |         |
| Libre : Sarmiento |           |                   |             |               |         |

| Fecha 3                   | Fecha 3   | Fecha 3           | Fecha 3     | Fecha 3       | Fecha 3 |
| Local                     | Resultado | Visitante         | Estadio     | Fecha         |         |
| ------------------------- | --------- | ----------------- | ----------- | ------------- | ------- |
| Sarmiento                 | 2 - 2     | Platense Porvenir | Resistencia | 27 de octubre |         |
| Libre : Benjamín Matienzo |           |                   |             |               |         |

| Fecha 4                   | Fecha 4   | Fecha 4           | Fecha 4     | Fecha 4        | Fecha 4 |
| Local                     | Resultado | Visitante         | Estadio     | Fecha          |         |
| ------------------------- | --------- | ----------------- | ----------- | -------------- | ------- |
| Sarmiento                 | 4 - 1     | Benjamín Matienzo | Resistencia | 3 de noviembre |         |
| Libre : Platense Porvenir |           |                   |             |                |         |

| Fecha 5           | Fecha 5   | Fecha 5           | Fecha 5 | Fecha 5        | Fecha 5 |
| Local             | Resultado | Visitante         | Estadio | Fecha          |         |
| ----------------- | --------- | ----------------- | ------- | -------------- | ------- |
| Benjamín Matienzo | 1 - 1     | Platense Porvenir | Goya    | 6 de noviembre |         |
| Libre : Sarmiento |           |                   |         |                |         |

| Fecha 6                   | Fecha 6   | Fecha 6   | Fecha 6     | Fecha 6         | Fecha 6 |
| Local                     | Resultado | Visitante | Estadio     | Fecha           |         |
| ------------------------- | --------- | --------- | ----------- | --------------- | ------- |
| Platense Porvenir         | 2 - 2     | Sarmiento | Reconquista | 10 de noviembre |         |
| Libre : Benjamín Matienzo |           |           |             |                 |         |

|  |

#### Grupo C-1

##### Tabla de posiciones final
| Pos. | Equipo                    | Pts. | PJ | PG | PE | PP | GF | GC | Dif. |
| ---- | ------------------------- | ---- | -- | -- | -- | -- | -- | -- | ---- |
| 01.º | Sportivo Urquiza (Paraná) | 7    | 4  | 2  | 1  | 1  | 8  | 4  | 4    |
| 02.º | Ciclón Racing (Santa Fe)  | 7    | 4  | 2  | 1  | 1  | 4  | 5  | −1   |
| 03.º | Viale FBC (Viale)         | 2    | 4  | 0  | 2  | 2  | 4  | 5  | −1   |

|  | Clasificado a la Segunda etapa |

| 1. |

##### Resultados
| Fecha 1                  | Fecha 1   | Fecha 1       | Fecha 1 | Fecha 1       | Fecha 1 |
| Local                    | Resultado | Visitante     | Estadio | Fecha         |         |
| ------------------------ | --------- | ------------- | ------- | ------------- | ------- |
| Viale FBC                | 1 - 1     | Ciclón Racing | Viale   | 13 de octubre |         |
| Libre : Sportivo Urquiza |           |               |         |               |         |

| Fecha 2               | Fecha 2   | Fecha 2   | Fecha 2 | Fecha 2       | Fecha 2 |
| Local                 | Resultado | Visitante | Estadio | Fecha         |         |
| --------------------- | --------- | --------- | ------- | ------------- | ------- |
| Sportivo Urquiza      | 1 - 1     | Viale FBC | Paraná  | 20 de octubre |         |
| Libre : Ciclón Racing |           |           |         |               |         |

| Fecha 3           | Fecha 3   | Fecha 3          | Fecha 3  | Fecha 3       | Fecha 3 |
| Local             | Resultado | Visitante        | Estadio  | Fecha         |         |
| ----------------- | --------- | ---------------- | -------- | ------------- | ------- |
| Ciclón Racing     | 1 - 4     | Sportivo Urquiza | Santa Fe | 27 de octubre |         |
| Libre : Viale FBC |           |                  |          |               |         |

| Fecha 4                  | Fecha 4   | Fecha 4   | Fecha 4  | Fecha 4        | Fecha 4 |
| Local                    | Resultado | Visitante | Estadio  | Fecha          |         |
| ------------------------ | --------- | --------- | -------- | -------------- | ------- |
| Ciclón Racing            | 1 - 0     | Viale FBC | Santa Fe | 3 de noviembre |         |
| Libre : Sportivo Urquiza |           |           |          |                |         |

| Fecha 5       | Fecha 5   | Fecha 5          | Fecha 5 | Fecha 5        | Fecha 5 |
| Local         | Resultado | Visitante        | Estadio | Fecha          |         |
| ------------- | --------- | ---------------- | ------- | -------------- | ------- |
| Viale FBC     | 1 - 3     | Sportivo Urquiza | Viale   | 6 de noviembre |         |
| Libre : Viale |           |                  |         |                |         |

| Fecha 6           | Fecha 6   | Fecha 6       | Fecha 6 | Fecha 6         | Fecha 6 |
| Local             | Resultado | Visitante     | Estadio | Fecha           |         |
| ----------------- | --------- | ------------- | ------- | --------------- | ------- |
| Sportivo Urquiza  | 0 - 1     | Ciclón Racing | Paraná  | 10 de noviembre |         |
| Libre : Viale FBC |           |               |         |                 |         |

|  |

#### Grupo C-2

##### Tabla de posiciones final
| Pos. | Equipo                                 | Pts. | PJ | PG | PE | PP | GF | GC | Dif. |
| ---- | -------------------------------------- | ---- | -- | -- | -- | -- | -- | -- | ---- |
| 01.º | Ben Hur (Rafaela)                      | 10   | 4  | 3  | 1  | 0  | 8  | 4  | 4    |
| 02.º | Renato Cesarini (Rosario)              | 7    | 4  | 2  | 1  | 1  | 5  | 4  | 1    |
| 03.º | Porvenir Talleres (Villa Constitución) | 0    | 4  | 0  | 0  | 4  | 3  | 8  | −5   |

|  | Clasificado a la Segunda etapa |

|  |

##### Resultados
| Fecha 1                   | Fecha 1   | Fecha 1         | Fecha 1 | Fecha 1       | Fecha 1 |
| Local                     | Resultado | Visitante       | Estadio | Fecha         |         |
| ------------------------- | --------- | --------------- | ------- | ------------- | ------- |
| Ben Hur                   | 1 - 0     | Renato Cesarini | Rafaela | 13 de octubre |         |
| Libre : Porvenir Talleres |           |                 |         |               |         |

| Fecha 2                 | Fecha 2   | Fecha 2   | Fecha 2            | Fecha 2       | Fecha 2 |
| Local                   | Resultado | Visitante | Estadio            | Fecha         |         |
| ----------------------- | --------- | --------- | ------------------ | ------------- | ------- |
| Porvenir Talleres       | 0 - 1     | Ben Hur   | Villa Constitución | 20 de octubre |         |
| Libre : Renato Cesarini |           |           |                    |               |         |

| Fecha 3         | Fecha 3   | Fecha 3           | Fecha 3 | Fecha 3       | Fecha 3 |
| Local           | Resultado | Visitante         | Estadio | Fecha         |         |
| --------------- | --------- | ----------------- | ------- | ------------- | ------- |
| Renato Cesarini | 1 - 0     | Porvenir Talleres | Rosario | 27 de octubre |         |
| Libre : Ben Hur |           |                   |         |               |         |

| Fecha 4                   | Fecha 4   | Fecha 4   | Fecha 4 | Fecha 4        | Fecha 4 |
| Local                     | Resultado | Visitante | Estadio | Fecha          |         |
| ------------------------- | --------- | --------- | ------- | -------------- | ------- |
| Renato Cesarini           | 2 - 2     | Ben Hur   | Rosario | 3 de noviembre |         |
| Libre : Porvenir Talleres |           |           |         |                |         |

| Fecha 5                 | Fecha 5   | Fecha 5   | Fecha 5            | Fecha 5        | Fecha 5 |
| Local                   | Resultado | Visitante | Estadio            | Fecha          |         |
| ----------------------- | --------- | --------- | ------------------ | -------------- | ------- |
| Porvenir Talleres       | 4 - 2     | Ben Hur   | Villa Constitución | 6 de noviembre |         |
| Libre : Renato Cesarini |           |           |                    |                |         |

| Fecha 6           | Fecha 6   | Fecha 6         | Fecha 6            | Fecha 6         | Fecha 6 |
| Local             | Resultado | Visitante       | Estadio            | Fecha           |         |
| ----------------- | --------- | --------------- | ------------------ | --------------- | ------- |
| Porvenir Talleres | 1 - 2     | Renato Cesarini | Villa Constitución | 10 de noviembre |         |
| Libre : Ben Hur   |           |                 |                    |                 |         |

|  |

#### Grupo C-3

##### Tabla de posiciones final
| Pos. | Equipo                            | Pts. | PJ | PG | PE | PP | GF | GC | Dif. |
| ---- | --------------------------------- | ---- | -- | -- | -- | -- | -- | -- | ---- |
| 01.º | San Jorge (Villa Elisa)           | 13   | 6  | 4  | 1  | 1  | 12 | 4  | 8    |
| 02.º | Central Enterriano (Gualeguaychú) | 10   | 6  | 3  | 1  | 2  | 6  | 8  | −2   |
| 03.º | Gualeguay Central (Gualeguay)     | 9    | 6  | 2  | 3  | 1  | 7  | 6  | 1    |
| 04.º | Almagro (Concepción del Uruguay)  | 1    | 6  | 0  | 1  | 5  | 7  | 14 | −7   |

|  | Clasificado a la Segunda etapa |

|  |

##### Resultados
| Fecha 1           | Fecha 1   | Fecha 1             | Fecha 1                | Fecha 1       | Fecha 1 |
| Local             | Resultado | Visitante           | Estadio                | Fecha         |         |
| ----------------- | --------- | ------------------- | ---------------------- | ------------- | ------- |
| Gualeguay Central | 2 - 1     | San Jorge           | Gualeguay              | 13 de octubre |         |
| Almagro           | 1 - 2     | Central Entrerriano | Concepción del Uruguay | 13 de octubre |         |

| Fecha 2             | Fecha 2   | Fecha 2           | Fecha 2      | Fecha 2       | Fecha 2 |
| Local               | Resultado | Visitante         | Estadio      | Fecha         |         |
| ------------------- | --------- | ----------------- | ------------ | ------------- | ------- |
| San Jorge           | 2 - 0     | Almagro           | Villa Elisa  | 20 de octubre |         |
| Central Entrerriano | 1 - 0     | Gualeguay Central | Gualeguaychú | 20 de octubre |         |

| Fecha 3             | Fecha 3   | Fecha 3   | Fecha 3      | Fecha 3       | Fecha 3 |
| Local               | Resultado | Visitante | Estadio      | Fecha         |         |
| ------------------- | --------- | --------- | ------------ | ------------- | ------- |
| Central Entrerriano | 0 - 3     | San Jorge | Gualeguaychú | 27 de octubre |         |
| Gualeguay Central   | 2 - 1     | Almagro   | Gualeguay    | 27 de octubre |         |

| Fecha 4             | Fecha 4   | Fecha 4           | Fecha 4      | Fecha 4        | Fecha 4 |
| Local               | Resultado | Visitante         | Estadio      | Fecha          |         |
| ------------------- | --------- | ----------------- | ------------ | -------------- | ------- |
| San Jorge           | 1 - 1     | Gualeguay Central | Villa Elisa  | 3 de noviembre |         |
| Central Entrerriano | 3 - 2     | Almagro           | Gualeguaychú | 3 de noviembre |         |

| Fecha 5           | Fecha 5   | Fecha 5             | Fecha 5                | Fecha 5        | Fecha 5 |
| Local             | Resultado | Visitante           | Estadio                | Fecha          |         |
| ----------------- | --------- | ------------------- | ---------------------- | -------------- | ------- |
| Gualeguay Central | 0 - 0     | Central Entrerriano | Gualeguay              | 6 de noviembre |         |
| Almagro           | 1 - 3     | San Jorge           | Concepción del Uruguay | 6 de noviembre |         |

| Fecha 6   | Fecha 6   | Fecha 6             | Fecha 6                | Fecha 6         | Fecha 6 |
| Local     | Resultado | Visitante           | Estadio                | Fecha           |         |
| --------- | --------- | ------------------- | ---------------------- | --------------- | ------- |
| San Jorge | 2 - 0     | Central Entrerriano | Villa Elisa            | 10 de noviembre |         |
| Almagro   | 2 - 2     | Gualeguay Central   | Concepción del Uruguay | 10 de noviembre |         |

|  |

### Región Norte

#### Grupo A-1

##### Tabla de posiciones final
| Pos. | Equipo                                    | Pts. | PJ | PG | PE | PP | GF | GC | Dif. |
| ---- | ----------------------------------------- | ---- | -- | -- | -- | -- | -- | -- | ---- |
| 01.º | Campo Durán (Aguaray)                     | 9    | 4  | 3  | 0  | 1  | 5  | 3  | 2    |
| 02.º | Atlético Pichanal (Pichanal)              | 9    | 4  | 3  | 0  | 1  | 6  | 4  | 2    |
| 03.º | Sportivo Alberdi (Ldor. Gral. San Martín) | 0    | 4  | 0  | 0  | 4  | 1  | 5  | −4   |

|  | Clasificado a la Segunda etapa |

| 1. |

#### Grupo A-2

##### Tabla de posiciones final
| Pos. | Equipo                                  | Pts. | PJ | PG | PE | PP | GF | GC | Dif. |
| ---- | --------------------------------------- | ---- | -- | -- | -- | -- | -- | -- | ---- |
| 01.º | Sportivo Rivadavia (El Carmen)          | 9    | 4  | 3  | 0  | 1  | 8  | 7  | 1    |
| 02.º | Ciudad de Nieva (San Salvador de Jujuy) | 4    | 4  | 1  | 1  | 2  | 4  | 6  | −2   |
| 03.º | Libertad (Campo Santo)                  | 4    | 4  | 1  | 1  | 2  | 6  | 5  | 1    |

|  | Clasificado a la Segunda etapa |

|  |

#### Grupo B-1

##### Tabla de posiciones final
| Pos. | Equipo                                   | Pts. | PJ | PG | PE | PP | GF | GC | Dif. |
| ---- | ---------------------------------------- | ---- | -- | -- | -- | -- | -- | -- | ---- |
| 01.º | Atlético Concepción (Banda del Río Salí) | 12   | 4  | 4  | 0  | 0  | 24 | 1  | 23   |
| 02.º | Unión Calchaquí (Santa María)            | 4    | 4  | 1  | 1  | 2  | 4  | 12 | −8   |
| 03.º | Rivadavia (Cafayate)                     | 1    | 4  | 0  | 1  | 3  | 4  | 19 | −15  |

|  | Clasificado a la Segunda etapa |

|  |

#### Grupo B-2

##### Tabla de posiciones final
| Pos. | Equipo             | Pts. | PJ | PG | PE | PP | GF | GC | Dif. |
| ---- | ------------------ | ---- | -- | -- | -- | -- | -- | -- | ---- |
| 01.º | Ñuñorco (Monteros) | 7    | 4  | 2  | 1  | 1  | 9  | 5  | 4    |
| 02.º | Atl. Frías (Frías) | 6    | 4  | 2  | 0  | 2  | 8  | 14 | −6   |
| 03.º | Talleres (Añatuya) | 4    | 4  | 1  | 1  | 2  | 9  | 7  | 2    |

|  | Clasificado a la Segunda etapa |

|  |

#### Grupo C

##### Tabla de posiciones final
| Pos. | Equipo                              | Pts. | PJ | PG | PE | PP | GF | GC | Dif. |
| ---- | ----------------------------------- | ---- | -- | -- | -- | -- | -- | -- | ---- |
| 01.º | Atlético Chicoana (Chicoana)        | 20   | 8  | 6  | 2  | 0  | 22 | 5  | 17   |
| 02.º | Argentinos del Norte (Salta)        | 14   | 8  | 4  | 2  | 2  | 16 | 11 | 5    |
| 03.º | Progreso (Rosario de la Frontera)   | 8    | 8  | 2  | 2  | 4  | 7  | 11 | −4   |
| 04.º | Barrio Obrero (Joaquín V. González) | 7    | 8  | 2  | 1  | 5  | 9  | 21 | −12  |
| 04.º | El Galpón (El Galpón)               | 6    | 8  | 1  | 3  | 4  | 10 | 16 | −6   |

|  | Clasificado a la Tercera etapa |

|  |

### Región Sur

#### Grupo A

##### Tabla de posiciones final
| Pos. | Equipo                       | Pts. | PJ | PG | PE | PP | GF | GC | Dif. |
| ---- | ---------------------------- | ---- | -- | -- | -- | -- | -- | -- | ---- |
| 01.º | Racing (Trelew)              | 12   | 6  | 4  | 0  | 2  | 13 | 6  | 7    |
| 02.º | General San Martín (Esquel)  | 10   | 6  | 3  | 1  | 2  | 8  | 5  | 3    |
| 03.º | Huracán (Comodoro Rivadavia) | 9    | 6  | 3  | 0  | 3  | 7  | 7  | 0    |
| 04.º | Olimpia FC (Caleta Olivia)   | 4    | 6  | 1  | 1  | 4  | 5  | 15 | −10  |

|  | Clasificado a la Segunda etapa |

|  |

#### Grupo B

##### Tabla de posiciones final
| Pos. | Equipo                    | Pts. | PJ | PG | PE | PP | GF | GC | Dif. |
| ---- | ------------------------- | ---- | -- | -- | -- | -- | -- | -- | ---- |
| 01.º | Independiente (Neuquén)   | 7    | 4  | 2  | 1  | 1  | 7  | 4  | 3    |
| 02.º | Alto Valle (Allen)        | 5    | 4  | 1  | 2  | 1  | 2  | 2  | 0    |
| 03.º | Centro Español (Plottier) | 4    | 4  | 1  | 1  | 2  | 5  | 8  | −3   |

|  | Clasificado a la Segunda etapa |

|  |

#### Grupo C

##### Tabla de posiciones final
| Pos. | Equipo                                  | Pts. | PJ | PG | PE | PP | GF | GC | Dif. |
| ---- | --------------------------------------- | ---- | -- | -- | -- | -- | -- | -- | ---- |
| 01.º | Villa Congreso (Viedma)                 | 12   | 4  | 4  | 0  | 0  | 14 | 4  | 10   |
| 02.º | Defensores de la Colonia (Río Colorado) | 4    | 4  | 1  | 1  | 2  | 9  | 11 | −2   |
| 03.º | Atlético Chimpay (Chimpay)              | 1    | 4  | 0  | 1  | 3  | 1  | 9  | −8   |

|  | Clasificado a la Segunda etapa |

|  |

### Región Centro

#### Grupo A

##### Tabla de posiciones final
| Pos. | Equipo                          | Pts. | PJ | PG | PE | PP | GF | GC | Dif. |
| ---- | ------------------------------- | ---- | -- | -- | -- | -- | -- | -- | ---- |
| 01.º | Alumni (Villa María)            | 14   | 6  | 4  | 2  | 0  | 11 | 4  | 7    |
| 02.º | Racing (Córdoba)                | 11   | 6  | 3  | 2  | 1  | 21 | 8  | 13   |
| 03.º | San Martín (Villa Unión)        | 6    | 6  | 1  | 3  | 2  | 4  | 15 | −11  |
| 04.º | San Lorenzo de Varga (La Rioja) | 1    | 6  | 0  | 1  | 5  | 6  | 15 | −9   |

|  | Clasificado a la Tercera etapa |

|  |

#### Grupo B

##### Tabla de posiciones final
| Pos. | Equipo                    | Pts. | PJ | PG | PE | PP | GF | GC | Dif. |
| ---- | ------------------------- | ---- | -- | -- | -- | -- | -- | -- | ---- |
| 01.º | Rivadavia (Arroyo Cabral) | 7    | 4  | 2  | 1  | 1  | 4  | 2  | 2    |
| 02.º | 9 de Julio (Río Tercero)  | 6    | 4  | 2  | 0  | 2  | 2  | 4  | −2   |
| 03.º | Atenas (Río Cuarto)       | 4    | 4  | 1  | 1  | 2  | 1  | 3  | −2   |

|  | Clasificado a la Tercera etapa |

|  |

#### Grupo C

##### Tabla de posiciones final
| Pos. | Equipo                         | Pts. | PJ | PG | PE | PP | GF | GC | Dif. |
| ---- | ------------------------------ | ---- | -- | -- | -- | -- | -- | -- | ---- |
| 01.º | Olmos y Aguilera (Belén)       | 16   | 6  | 5  | 1  | 0  | 9  | 3  | 6    |
| 02.º | Salta Central (Catamarca)      | 11   | 6  | 3  | 2  | 1  | 9  | 4  | 5    |
| 03.º | Lavalle (Colpes)               | 4    | 6  | 1  | 1  | 4  | 5  | 11 | −6   |
| 04.º | Coronel Daza (Banda de Varela) | 3    | 6  | 1  | 0  | 5  | 6  | 11 | −5   |

|  | Clasificado a la Tercera etapa |

|  |

### Cuyo

#### Grupo A

##### Tabla de posiciones final
| Pos. | Equipo                        | Pts. | PJ | PG | PE | PP | GF | GC | Dif. |
| ---- | ----------------------------- | ---- | -- | -- | -- | -- | -- | -- | ---- |
| 01.º | Argentino (San José)          | 9    | 6  | 2  | 3  | 1  | 8  | 10 | −2   |
| 02.º | Unión (Villa Krause)          | 8    | 6  | 2  | 2  | 2  | 6  | 5  | 1    |
| 03.º | Árbol Verde (Concepción)      | 8    | 6  | 2  | 2  | 2  | 10 | 8  | 2    |
| 04.º | Guaymallén (Rodeo de la Cruz) | 7    | 6  | 2  | 1  | 3  | 7  | 8  | −1   |

|  | Clasificado a la Tercera etapa |

|  |

#### Grupo B

##### Tabla de posiciones final
| Pos. | Equipo                      | Pts. | PJ | PG | PE | PP | GF | GC | Dif. |
| ---- | --------------------------- | ---- | -- | -- | -- | -- | -- | -- | ---- |
| 01.º | Peñaflor (Villa San Martín) | 9    | 4  | 3  | 0  | 1  | 9  | 9  | 0    |
| 02.º | Bowen (General Alvear)      | 6    | 4  | 2  | 0  | 2  | 6  | 6  | 0    |
| 03.º | Colegiales (Villa Mercedes) | 3    | 4  | 1  | 0  | 3  | 9  | 9  | 0    |

|  | Clasificado a la Tercera etapa |

|  |

## Segunda etapa

### Región bonaerense

#### Grupo A

##### Tabla de posiciones final
| Pos. | Equipo                                 | Pts. | PJ | PG | PE | PP | GF | GC | Dif. |
| ---- | -------------------------------------- | ---- | -- | -- | -- | -- | -- | -- | ---- |
| 01.º | Defensores (Salto)                     | 9    | 4  | 3  | 0  | 1  | 7  | 5  | 2    |
| 02.º | Defensores de Belgrano (Villa Ramallo) | 6    | 4  | 2  | 0  | 2  | 8  | 7  | 1    |
| 03.º | Ferro Carril Oeste (Trenque Lauquen)   | 3    | 4  | 1  | 0  | 3  | 3  | 6  | −3   |

|  | Clasificado a la Tercera etapa |

|  |

#### Grupo B

##### Tabla de posiciones final
| Pos. | Equipo                          | Pts. | PJ | PG | PE | PP | GF | GC | Dif. |
| ---- | ------------------------------- | ---- | -- | -- | -- | -- | -- | -- | ---- |
| 01.º | Empleados de Comercio (Bolívar) | 7    | 4  | 2  | 1  | 1  | 7  | 4  | 3    |
| 02.º | Sporting (Punta Alta)           | 5    | 4  | 1  | 2  | 1  | 2  | 4  | −2   |
| 03.º | Quilmes (Mar del Plata)         | 4    | 4  | 1  | 1  | 2  | 5  | 6  | −1   |

|  | Clasificado a la Tercera etapa |

|  |

#### Grupo C

##### Tabla de posiciones final
| Pos. | Equipo                                  | Pts. | PJ | PG | PE | PP | GF | GC | Dif. |
| ---- | --------------------------------------- | ---- | -- | -- | -- | -- | -- | -- | ---- |
| 01.º | Polideportivo Grand Bourg (Grand Bourg) | 6    | 4  | 1  | 3  | 0  | 2  | 1  | 1    |
| 02.º | Fuerte Barragán (Ensenada)              | 5    | 4  | 1  | 2  | 1  | 4  | 4  | 0    |
| 03.º | Sportivo Bragado (Bragado)              | 3    | 4  | 0  | 3  | 1  | 2  | 3  | −1   |

|  | Clasificado a la Tercera etapa |

|  |

### Región Litoral

#### Grupo A

##### Tabla de posiciones final
| Pos. | Equipo                        | Pts. | PJ | PG | PE | PP | GF | GC | Dif. |
| ---- | ----------------------------- | ---- | -- | -- | -- | -- | -- | -- | ---- |
| 01.º | Exalumnos Escuela 185 (Oberá) | 7    | 4  | 2  | 1  | 1  | 7  | 4  | 3    |
| 02.º | A.P.I.N.T.A (Mercedes)        | 7    | 4  | 2  | 1  | 1  | 6  | 5  | 1    |
| 03.º | Ateneo (Federal)              | 3    | 4  | 1  | 0  | 3  | 3  | 7  | −4   |

|  | Clasificado a la Tercera etapa |

| 1. |

##### Resultados
| Fecha 1                | Fecha 1   | Fecha 1   | Fecha 1 | Fecha 1         | Fecha 1 |
| Local                  | Resultado | Visitante | Estadio | Fecha           |         |
| ---------------------- | --------- | --------- | ------- | --------------- | ------- |
| Ex Alumnos Escuela 185 | 2 - 0     | APINTA    | Oberá   | 17 de noviembre |         |
| Libre : Ateneo         |           |           |         |                 |         |

| Fecha 2        | Fecha 2   | Fecha 2               | Fecha 2 | Fecha 2         | Fecha 2 |
| Local          | Resultado | Visitante             | Estadio | Fecha           |         |
| -------------- | --------- | --------------------- | ------- | --------------- | ------- |
| Ateneo         | 1 - 0     | Exalumnos Escuela 185 | Federal | 24 de noviembre |         |
| Libre : APINTA |           |                       |         |                 |         |

| Fecha 3                       | Fecha 3   | Fecha 3   | Fecha 3  | Fecha 3        | Fecha 3 |
| Local                         | Resultado | Visitante | Estadio  | Fecha          |         |
| ----------------------------- | --------- | --------- | -------- | -------------- | ------- |
| APINTA                        | 2 - 1     | Ateneo    | Mercedes | 1 de diciembre |         |
| Libre : Exalumnos Escuela 185 |           |           |          |                |         |

| Fecha 4        | Fecha 4   | Fecha 4               | Fecha 4  | Fecha 4        | Fecha 4 |
| Local          | Resultado | Visitante             | Estadio  | Fecha          |         |
| -------------- | --------- | --------------------- | -------- | -------------- | ------- |
| APINTA         | 2 - 2     | Exalumnos Escuela 185 | Mercedes | 8 de diciembre |         |
| Libre : Ateneo |           |                       |          |                |         |

| Fecha 5                | Fecha 5   | Fecha 5   | Fecha 5 | Fecha 5         | Fecha 5 |
| Local                  | Resultado | Visitante | Estadio | Fecha           |         |
| ---------------------- | --------- | --------- | ------- | --------------- | ------- |
| Ex Alumnos Escuela 185 | 3 - 1     | Ateneo    | Oberá   | 15 de diciembre |         |
| Libre :                |           |           |         |                 |         |

| Fecha 6                       | Fecha 6   | Fecha 6   | Fecha 6 | Fecha 6         | Fecha 6 |
| Local                         | Resultado | Visitante | Estadio | Fecha           |         |
| ----------------------------- | --------- | --------- | ------- | --------------- | ------- |
| Ateneo                        | 0 - 2     | APINTA    | Federal | 22 de diciembre |         |
| Libre : Exalumnos Escuela 185 |           |           |         |                 |         |

|  |

#### Grupo A-2

##### Tabla de posiciones final
| Pos. | Equipo                  | Pts. | PJ | PG | PE | PP | GF | GC | Dif. |
| ---- | ----------------------- | ---- | -- | -- | -- | -- | -- | -- | ---- |
| 01.º | Sarmiento (Resistencia) | 8    | 4  | 2  | 2  | 0  | 6  | 4  | 2    |
| 02.º | Libertad (Charata)      | 4    | 4  | 1  | 1  | 2  | 8  | 9  | −1   |
| 03.º | 1.º de Mayo (Formosa)   | 4    | 4  | 1  | 1  | 2  | 6  | 7  | −1   |

|  | Clasificado a la Tercera etapa |

|  |

##### Resultados
| Fecha 1          | Fecha 1   | Fecha 1     | Fecha 1     | Fecha 1         | Fecha 1 |
| Local            | Resultado | Visitante   | Estadio     | Fecha           |         |
| ---------------- | --------- | ----------- | ----------- | --------------- | ------- |
| Sarmiento        | 1 - 0     | 1.º de Mayo | Resistencia | 17 de noviembre |         |
| Libre : Libertad |           |             |             |                 |         |

| Fecha 2             | Fecha 2   | Fecha 2   | Fecha 2 | Fecha 2         | Fecha 2 |
| Local               | Resultado | Visitante | Estadio | Fecha           |         |
| ------------------- | --------- | --------- | ------- | --------------- | ------- |
| Libertad            | 2 - 2     | Sarmiento | Charata | 24 de noviembre |         |
| Libre : 1.º de Mayo |           |           |         |                 |         |

| Fecha 3           | Fecha 3   | Fecha 3   | Fecha 3 | Fecha 3        | Fecha 3 |
| Local             | Resultado | Visitante | Estadio | Fecha          |         |
| ----------------- | --------- | --------- | ------- | -------------- | ------- |
| 1º de Mayo        | 2 - 0     | Libertad  | Formosa | 1 de diciembre |         |
| Libre : Sarmiento |           |           |         |                |         |

| Fecha 4          | Fecha 4   | Fecha 4   | Fecha 4 | Fecha 4        | Fecha 4 |
| Local            | Resultado | Visitante | Estadio | Fecha          |         |
| ---------------- | --------- | --------- | ------- | -------------- | ------- |
| 1.º de Mayo      | 1 - 1     | Sarmiento | Formosa | 8 de diciembre |         |
| Libre : Libertad |           |           |         |                |         |

| Fecha 5             | Fecha 5   | Fecha 5   | Fecha 5     | Fecha 5         | Fecha 5 |
| Local               | Resultado | Visitante | Estadio     | Fecha           |         |
| ------------------- | --------- | --------- | ----------- | --------------- | ------- |
| Sarmiento           | 2 - 1     | Libertad  | Resistencia | 15 de diciembre |         |
| Libre : 1.º de Mayo |           |           |             |                 |         |

| Fecha 6           | Fecha 6   | Fecha 6     | Fecha 6 | Fecha 6         | Fecha 6 |
| Local             | Resultado | Visitante   | Estadio | Fecha           |         |
| ----------------- | --------- | ----------- | ------- | --------------- | ------- |
| Libertad          | 5 - 3     | 1.º de Mayo | Charata | 22 de diciembre |         |
| Libre : Sarmiento |           |             |         |                 |         |

|  |

#### Grupo A-2

##### Tabla de posiciones final
| Pos. | Equipo                    | Pts. | PJ | PG | PE | PP | GF | GC | Dif. |
| ---- | ------------------------- | ---- | -- | -- | -- | -- | -- | -- | ---- |
| 01.º | Ben Hur (Rafaela)         | 10   | 4  | 3  | 1  | 0  | 9  | 1  | 8    |
| 02.º | Sportivo Urquiza (Paraná) | 5    | 4  | 1  | 2  | 1  | 7  | 10 | −3   |
| 03.º | San Jorge (Villa Elisa)   | 1    | 4  | 0  | 1  | 3  | 7  | 12 | −5   |

|  | Clasificado a la Tercera etapa |

|  |

##### Resultados
| Fecha 1                  | Fecha 1   | Fecha 1   | Fecha 1     | Fecha 1         | Fecha 1 |
| Local                    | Resultado | Visitante | Estadio     | Fecha           |         |
| ------------------------ | --------- | --------- | ----------- | --------------- | ------- |
| San Jorge                | 1 - 3     | Ben Hur   | Villa Elisa | 17 de noviembre |         |
| Libre : Sportivo Urquiza |           |           |             |                 |         |

| Fecha 2          | Fecha 2   | Fecha 2   | Fecha 2 | Fecha 2         | Fecha 2 |
| Local            | Resultado | Visitante | Estadio | Fecha           |         |
| ---------------- | --------- | --------- | ------- | --------------- | ------- |
| Sportivo Urquiza | 4 - 4     | San Jorge | Paraná  | 24 de noviembre |         |
| Libre : Ben Hur  |           |           |         |                 |         |

| Fecha 3           | Fecha 3   | Fecha 3          | Fecha 3 | Fecha 3        | Fecha 3 |
| Local             | Resultado | Visitante        | Estadio | Fecha          |         |
| ----------------- | --------- | ---------------- | ------- | -------------- | ------- |
| Ben Hur           | 4 - 0     | Sportivo Urquiza | Rafaela | 1 de diciembre |         |
| Libre : San Jorge |           |                  |         |                |         |

| Fecha 4                  | Fecha 4   | Fecha 4   | Fecha 4 | Fecha 4        | Fecha 4 |
| Local                    | Resultado | Visitante | Estadio | Fecha          |         |
| ------------------------ | --------- | --------- | ------- | -------------- | ------- |
| Ben Hur                  | 2 - 0     | San Jorge | Rafaela | 8 de diciembre |         |
| Libre : Sportivo Urquiza |           |           |         |                |         |

| Fecha 5         | Fecha 5   | Fecha 5          | Fecha 5     | Fecha 5         | Fecha 5 |
| Local           | Resultado | Visitante        | Estadio     | Fecha           |         |
| --------------- | --------- | ---------------- | ----------- | --------------- | ------- |
| San Jorge       | 2 - 3     | Sportivo Urquiza | Villa Elisa | 15 de diciembre |         |
| Libre : Ben Hur |           |                  |             |                 |         |

| Fecha 6           | Fecha 6   | Fecha 6   | Fecha 6 | Fecha 6         | Fecha 6 |
| Local             | Resultado | Visitante | Estadio | Fecha           |         |
| ----------------- | --------- | --------- | ------- | --------------- | ------- |
| Sportivo Urquiza  | 0 - 0     | Ben Hur   | Paraná  | 22 de diciembre |         |
| Libre : San Jorge |           |           |         |                 |         |

|  |

### Región Norte

#### Grupo A

##### Enfrentamiento
| Equipo 1              | Global | Equipo 2                       |
| --------------------- | ------ | ------------------------------ |
| Campo Durán (Aguaray) | 8 - 3  | Sportivo Rivadavia (El Carmen) |

|  |                                |
|  | Clasificado a la Tercera etapa |

##### Resultados
| Partidos de ida | Partidos de ida | Partidos de ida | Partidos de ida | Partidos de ida | Partidos de ida |
| Local           | Resultado       | Visitante       | Lugar           | Fecha           |                 |
| --------------- | --------------- | --------------- | --------------- | --------------- | --------------- |
| Rivadavia       | 0 - 3           | Campo Durán     | El Carmen       | 8 de diciembre  |                 |

| Partidos de vuelta | Partidos de vuelta | Partidos de vuelta | Partidos de vuelta | Partidos de vuelta | Partidos de vuelta |
| Local              | Resultado          | Visitante          | Estadio            | Fecha              |                    |
| ------------------ | ------------------ | ------------------ | ------------------ | ------------------ | ------------------ |
| Campo Durán        | 5 - 3              | Rivadavia          | Tartagal           | 15 de diciembre    |                    |

#### Grupo B

##### Enfrentamiento
| Equipo 1                                 | Global | Equipo 2           |
| ---------------------------------------- | ------ | ------------------ |
| Atlético Concepción (Banda del Río Salí) | 2 - 0  | Ñuñorco (Monteros) |

|  |                                |
|  | Clasificado a la Tercera etapa |

##### Resultados
| Partidos de ida | Partidos de ida | Partidos de ida     | Partidos de ida | Partidos de ida | Partidos de ida |
| Local           | Resultado       | Visitante           | Lugar           | Fecha           |                 |
| --------------- | --------------- | ------------------- | --------------- | --------------- | --------------- |
| Ñuñorco         | 0 - 0           | Atlético Concepción | Monteros        | 8 de diciembre  |                 |

| Partidos de vuelta  | Partidos de vuelta | Partidos de vuelta | Partidos de vuelta | Partidos de vuelta | Partidos de vuelta |
| Local               | Resultado          | Visitante          | Estadio            | Fecha              |                    |
| ------------------- | ------------------ | ------------------ | ------------------ | ------------------ | ------------------ |
| Atlético Concepción | 2 - 0              | Ñuñorco            | Banda del Río Salí | 15 de diciembre    |                    |

### Región Sur

#### Grupo A

##### Enfrentamiento
| Equipo 1        | Global | Equipo 2                                |
| --------------- | ------ | --------------------------------------- |
| Racing (Trelew) | 0 - 1  | Defensores de la Colonia (Río Colorado) |

|  |                                |
|  | Clasificado a la Tercera etapa |

##### Resultados
| Partidos de ida          | Partidos de ida | Partidos de ida | Partidos de ida | Partidos de ida | Partidos de ida |
| Local                    | Resultado       | Visitante       | Lugar           | Fecha           |                 |
| ------------------------ | --------------- | --------------- | --------------- | --------------- | --------------- |
| Defensores de la Colonia | 0 - 0           | Racing          | Río Colorado    | 8 de diciembre  |                 |

| Partidos de vuelta | Partidos de vuelta | Partidos de vuelta       | Partidos de vuelta | Partidos de vuelta | Partidos de vuelta |
| Local              | Resultado          | Visitante                | Estadio            | Fecha              |                    |
| ------------------ | ------------------ | ------------------------ | ------------------ | ------------------ | ------------------ |
| Racing             | 0 - 1              | Defensores de la Colonia | Trelew             | 15 de diciembre    |                    |

#### Grupo B

##### Enfrentamiento
| Equipo 1                | Global | Equipo 2                    |
| ----------------------- | ------ | --------------------------- |
| Independiente (Neuquén) | 5 - 1  | General San Martín (Esquel) |

|  |                                |
|  | Clasificado a la Tercera etapa |

##### Resultados
| Partidos de ida    | Partidos de ida | Partidos de ida | Partidos de ida | Partidos de ida | Partidos de ida |
| Local              | Resultado       | Visitante       | Lugar           | Fecha           |                 |
| ------------------ | --------------- | --------------- | --------------- | --------------- | --------------- |
| General San Martín | 1 - 2           | Independiente   | Esquel          | 8 de diciembre  |                 |

| Partidos de vuelta | Partidos de vuelta | Partidos de vuelta | Partidos de vuelta | Partidos de vuelta | Partidos de vuelta |
| Local              | Resultado          | Visitante          | Estadio            | Fecha              |                    |
| ------------------ | ------------------ | ------------------ | ------------------ | ------------------ | ------------------ |
| Independiente      | 3 - 0              | General San Martín | Neuquén            | 15 de diciembre    |                    |

#### Grupo C

##### Enfrentamiento
| Equipo 1                | Global | Equipo 2           |
| ----------------------- | ------ | ------------------ |
| Villa Congreso (Viedma) | 6 - 1  | Alto Valle (Allen) |

|  |                                |
|  | Clasificado a la Tercera etapa |

##### Resultados
| Partidos de ida | Partidos de ida | Partidos de ida | Partidos de ida | Partidos de ida | Partidos de ida |
| Local           | Resultado       | Visitante       | Lugar           | Fecha           |                 |
| --------------- | --------------- | --------------- | --------------- | --------------- | --------------- |
| Alto Valle      | 1 - 3           | Villa Congreso  | Allen           | 8 de diciembre  |                 |

| Partidos de vuelta | Partidos de vuelta | Partidos de vuelta | Partidos de vuelta | Partidos de vuelta | Partidos de vuelta |
| Local              | Resultado          | Visitante          | Estadio            | Fecha              |                    |
| ------------------ | ------------------ | ------------------ | ------------------ | ------------------ | ------------------ |
| Villa Congreso     | 3 - 0              | Alto Valle         | Viedma             | 15 de diciembre    |                    |

## Tercera etapa

### Grupo 1

#### Tabla de posiciones final
| Pos. | Equipo                        | Pts. | PJ | PG | PE | PP | GF | GC | Dif. |
| ---- | ----------------------------- | ---- | -- | -- | -- | -- | -- | -- | ---- |
| 01.º | Ben Hur (Rafaela)             | 25   | 11 | 7  | 4  | 0  | 27 | 8  | 19   |
| 02.º | Exalumnos Escuela 185 (Oberá) | 17   | 10 | 5  | 2  | 3  | 22 | 15 | 7    |
| 03.º | Alumni (Villa María)          | 13   | 10 | 4  | 1  | 5  | 17 | 17 | 0    |
| 04.º | Sarmiento (Resistencia)       | 13   | 10 | 3  | 4  | 3  | 16 | 16 | 0    |
| 05.º | Obras Sanitarias (Arrecifes)  | 8    | 10 | 2  | 2  | 6  | 9  | 20 | −11  |
| 06.º | Rivadavia (Arroyo Cabral)     | 7    | 10 | 1  | 4  | 5  | 7  | 21 | −14  |

|  | Clasificado a la Etapa final |

|  |

#### Resultados
| Fecha 1          | Fecha 1   | Fecha 1               | Fecha 1     | Fecha 1     | Fecha 1 |
| Local            | Resultado | Visitante             | Estadio     | Fecha       |         |
| ---------------- | --------- | --------------------- | ----------- | ----------- | ------- |
| Ben Hur          | 3 - 1     | Exalumnos Escuela 185 | Rafaela     | 12 de enero |         |
| Obras Sanitarias | 0 - 2     | Sarmiento             | Arrecifes   | 12 de enero |         |
| Rivadavia        | 0 - 2     | Alumni                | Villa María | 12 de enero |         |

| Fecha 2          | Fecha 2   | Fecha 2               | Fecha 2     | Fecha 2     | Fecha 2 |
| Local            | Resultado | Visitante             | Estadio     | Fecha       |         |
| ---------------- | --------- | --------------------- | ----------- | ----------- | ------- |
| Alumni           | 3 - 1     | Exalumnos Escuela 185 | Villa María | 19 de enero |         |
| Sarmiento        | 1 - 1     | Rivadavia             | Resistencia | 19 de enero |         |
| Obras Sanitarias | 1 - 4     | Ben Hur               | Arrecifes   | 19 de enero |         |

| Fecha 3               | Fecha 3   | Fecha 3          | Fecha 3     | Fecha 3     | Fecha 3 |
| Local                 | Resultado | Visitante        | Estadio     | Fecha       |         |
| --------------------- | --------- | ---------------- | ----------- | ----------- | ------- |
| Ben Hur               | 4 - 2     | Alumni           | Rafaela     | 26 de enero |         |
| Exalumnos Escuela 185 | 2 - 2     | Sarmiento        | Oberá       | 26 de enero |         |
| Rivadavia             | 0 - 0     | Obras Sanitarias | Villa María | 26 de enero |         |

| Fecha 4          | Fecha 4   | Fecha 4                | Fecha 4     | Fecha 4      | Fecha 4 |
| Local            | Resultado | Visitante              | Estadio     | Fecha        |         |
| ---------------- | --------- | ---------------------- | ----------- | ------------ | ------- |
| Sarmiento        | 2 - 3     | Alumni                 | Resistencia | 2 de febrero |         |
| Obras Sanitarias | 1 - 2     | Ex Alumnos Escuela 185 | Arrecifes   | 2 de febrero |         |
| Rivadavia        | 0 - 2     | Ben Hur                | Villa María | 2 de febrero |         |

| Fecha 5                | Fecha 5   | Fecha 5          | Fecha 5 | Fecha 5      | Fecha 5 |
| Local                  | Resultado | Visitante        | Estadio | Fecha        |         |
| ---------------------- | --------- | ---------------- | ------- | ------------ | ------- |
| Ben Hur                | 1 - 1     | Sarmiento        | Rafaela | 9 de febrero |         |
| Ex Alumnos Escuela 185 | 4 - 0     | Rivadavia        | Oberá   | 9 de febrero |         |
| Alumni                 | 1 - 2     | Obras Sanitarias |         | 9 de febrero |         |

| Fecha 6               | Fecha 6   | Fecha 6          | Fecha 6     | Fecha 6       | Fecha 6 |
| Local                 | Resultado | Visitante        | Estadio     | Fecha         |         |
| --------------------- | --------- | ---------------- | ----------- | ------------- | ------- |
| Exalumnos Escuela 185 | 2 - 2     | Ben Hur          | Oberá       | 16 de febrero |         |
| Alumni                | 2 - 2     | Rivadavia        | Villa María | 16 de febrero |         |
| Sarmiento             | 3 - 1     | Obras Sanitarias | Resistencia | 16 de febrero |         |

|  |

| Fecha 7                | Fecha 7   | Fecha 7          | Fecha 7     | Fecha 7       | Fecha 7 |
| Local                  | Resultado | Visitante        | Estadio     | Fecha         |         |
| ---------------------- | --------- | ---------------- | ----------- | ------------- | ------- |
| Ben Hur                | 2 - 0     | Obras Sanitarias | Rafaela     | 23 de febrero |         |
| Ex Alumnos Escuela 185 | 1 - 0     | Alumni           | Oberá       | 23 de febrero |         |
| Rivadavia              | 0 - 2     | Sarmiento        | Villa María | 23 de febrero |         |

|  |

| Fecha 8          | Fecha 8   | Fecha 8                | Fecha 8     | Fecha 8    | Fecha 8 |
| Local            | Resultado | Visitante              | Estadio     | Fecha      |         |
| ---------------- | --------- | ---------------------- | ----------- | ---------- | ------- |
| Alumni           | 0 - 2     | Ben Hur                | Villa María | 2 de marzo |         |
| Sarmiento        | 2 - 4     | Ex Alumnos Escuela 185 | Resistencia | 2 de marzo |         |
| Obras Sanitarias | 1 - 1     | Rivadavia              | Arrecifes   | 2 de marzo |         |

|  |

| Fecha 9                | Fecha 9   | Fecha 9          | Fecha 9     | Fecha 9    | Fecha 9 |
| Local                  | Resultado | Visitante        | Estadio     | Fecha      |         |
| ---------------------- | --------- | ---------------- | ----------- | ---------- | ------- |
| Ben Hur                | 6 - 0     | Rivadavia        | Rafaela     | 9 de marzo |         |
| Ex Alumnos Escuela 185 | 4 - 0     | Obras Sanitarias | Oberá       | 9 de marzo |         |
| Alumni                 | 3 - 0     | Sarmiento        | Villa María | 9 de marzo |         |

|  |

| Fecha 10         | Fecha 10  | Fecha 10              | Fecha 10    | Fecha 10    | Fecha 10 |
| Local            | Resultado | Visitante             | Estadio     | Fecha       |          |
| ---------------- | --------- | --------------------- | ----------- | ----------- | -------- |
| Sarmiento        | 1 - 1     | Ben Hur               | Resistencia | 16 de marzo |          |
| Obras Sanitarias | 3 - 1     | Alumni                | Arrecifes   | 16 de marzo |          |
| Rivadavia        | 3 - 1     | Exalumnos Escuela 185 | Villa María | 16 de marzo |          |

|  |

### Grupo 2

#### Tabla de posiciones final
| Pos. | Equipo                          | Pts. | PJ | PG | PE | PP | GF | GC | Dif. |
| ---- | ------------------------------- | ---- | -- | -- | -- | -- | -- | -- | ---- |
| 01.º | Unión (Villa Krause)            | 16   | 8  | 4  | 4  | 0  | 18 | 10 | 8    |
| 02.º | San Martín (Monte Comán)        | 14   | 8  | 4  | 2  | 2  | 14 | 10 | 4    |
| 03.º | Argentino (San José)            | 14   | 8  | 4  | 2  | 2  | 16 | 11 | 5    |
| 04.º | Peñalfor (Villa San Martín)     | 7    | 8  | 2  | 1  | 5  | 13 | 21 | −8   |
| 05.º | Defensores del Oeste (San Luis) | 3    | 8  | 0  | 3  | 5  | 9  | 18 | −9   |

|  | Clasificado a la Etapa final |

| 1. |

### Grupo 3

#### Tabla de posiciones final
| Pos. | Equipo                                   | Pts. | PJ | PG | PE | PP | GF | GC | Dif. |
| ---- | ---------------------------------------- | ---- | -- | -- | -- | -- | -- | -- | ---- |
| 01.º | Sarmiento (La Banda)                     | 25   | 10 | 8  | 1  | 1  | 15 | 3  | 12   |
| 02.º | Atlético Concepción (Banda del Río Salí) | 22   | 10 | 7  | 1  | 2  | 20 | 8  | 12   |
| 03.º | Güemes (Santiago del Estero)             | 18   | 10 | 5  | 3  | 2  | 19 | 9  | 10   |
| 04.º | Atlético Chicoana (Chicoana)             | 13   | 10 | 3  | 4  | 3  | 11 | 12 | −1   |
| 05.º | Olmos y Aguilera (Belén)                 | 4    | 10 | 1  | 1  | 8  | 4  | 15 | −11  |
| 06.º | Campo Durán (Aguaray)                    | 3    | 10 | 1  | 0  | 9  | 5  | 27 | −22  |

|  | Clasificado a la Etapa final |

|  |

### Grupo 4-A

#### Tabla de posiciones final
| Pos. | Equipo                                  | Pts. | PJ | PG | PE | PP | GF | GC | Dif. |
| ---- | --------------------------------------- | ---- | -- | -- | -- | -- | -- | -- | ---- |
| 01.º | Defensores (Salto)                      | 10   | 6  | 3  | 1  | 2  | 11 | 9  | 2    |
| 02.º | Empleados de Comercio (Bolívar)         | 10   | 6  | 3  | 1  | 2  | 6  | 6  | 0    |
| 03.º | Mataderos (Necochea)                    | 7    | 6  | 2  | 1  | 3  | 7  | 5  | 2    |
| 04.º | Polideportivo Grand Bourg (Grand Bourg) | 7    | 6  | 2  | 1  | 3  | 9  | 13 | −4   |

|  | Clasificado a la Etapa final |

| 1. |

### Grupo 4-B

#### Tabla de posiciones final
| Pos. | Equipo                                  | Pts. | PJ | PG | PE | PP | GF | GC | Dif. |
| ---- | --------------------------------------- | ---- | -- | -- | -- | -- | -- | -- | ---- |
| 01.º | Villa Congreso (Viedma)                 | 15   | 6  | 5  | 0  | 1  | 15 | 5  | 10   |
| 02.º | Defensores de la Colonia (Río Colorado) | 9    | 6  | 3  | 0  | 3  | 10 | 7  | 3    |
| 03.º | Independiente (Neuquén)                 | 9    | 6  | 3  | 0  | 3  | 6  | 9  | −3   |
| 04.º | Boca Unidos (Bariloche)                 | 3    | 6  | 1  | 0  | 5  | 9  | 18 | −9   |

|  | Clasificado a la Etapa final |

|  |

## Etapa final

### Grupo 1

#### Tabla de posiciones final
| Pos. | Equipo                                   | Pts. | PJ | PG | PE | PP | GF | GC | Dif. |
| ---- | ---------------------------------------- | ---- | -- | -- | -- | -- | -- | -- | ---- |
| 01.º | Ben Hur (Rafaela)                        | 11   | 6  | 3  | 2  | 1  | 14 | 9  | 5    |
| 02.º | Exalumnos Escuela 185 (Oberá)            | 8    | 6  | 1  | 5  | 0  | 11 | 10 | 1    |
| 03.º | Atlético Concepción (Banda del Río Salí) | 6    | 6  | 1  | 3  | 2  | 6  | 7  | −1   |
| 04.º | Sarmiento (La Banda)                     | 5    | 6  | 1  | 2  | 3  | 8  | 13 | −5   |

|  | Ascendió al Torneo Argentino A y clasificó a la Rueda Final del Torneo Argentino A |
|  | Clasificó a la Rueda Final del Torneo Argentino A                                  |

|  |

#### Resultados
| Fecha 1   | Fecha 1   | Fecha 1               | Fecha 1  | Fecha 1     | Fecha 1 |
| Local     | Resultado | Visitante             | Estadio  | Fecha       |         |
| --------- | --------- | --------------------- | -------- | ----------- | ------- |
| Sarmiento | 1 - 1     | Exalumnos Escuela 185 | La Banda | 23 de marzo |         |
| Ben Hur   | 2 - 1     | Atlético Concepción   | Rafaela  | 23 de marzo |         |

| Fecha 2               | Fecha 2   | Fecha 2   | Fecha 2            | Fecha 2     | Fecha 2 |
| Local                 | Resultado | Visitante | Estadio            | Fecha       |         |
| --------------------- | --------- | --------- | ------------------ | ----------- | ------- |
| Atlético Concepción   | 1 - 1     | Sarmiento | Banda del Río Salí | 30 de marzo |         |
| Exalumnos Escuela 185 | 2 - 2     | Ben Hur   | Oberá              | 30 de marzo |         |

| Fecha 3             | Fecha 3   | Fecha 3               | Fecha 3            | Fecha 3    | Fecha 3 |
| Local               | Resultado | Visitante             | Estadio            | Fecha      |         |
| ------------------- | --------- | --------------------- | ------------------ | ---------- | ------- |
| Sarmiento           | 1 - 2     | Ben Hur               | La Banda           | 6 de abril |         |
| Atlético Concepción | 1 - 1     | Exalumnos Escuela 185 | Banda del Río Salí | 6 de abril |         |

| Fecha 4                | Fecha 4   | Fecha 4   | Fecha 4            | Fecha 4     | Fecha 4 |
| Local                  | Resultado | Visitante | Estadio            | Fecha       |         |
| ---------------------- | --------- | --------- | ------------------ | ----------- | ------- |
| Ex Alumnos Escuela 185 | 3 - 2     | Sarmiento | Oberá              | 13 de abril |         |
| Atlético Concepción    | 1 - 0     | Ben Hur   | Banda del Río Salí | 13 de abril |         |

| Fecha 5   | Fecha 5   | Fecha 5               | Fecha 5  | Fecha 5     | Fecha 5 |
| Local     | Resultado | Visitante             | Estadio  | Fecha       |         |
| --------- | --------- | --------------------- | -------- | ----------- | ------- |
| Sarmiento | 2 - 1     | Atlético Concepción   | La Banda | 20 de abril |         |
| Ben Hur   | 3 - 3     | Exalumnos Escuela 185 | Rafaela  | 20 de abril |         |

| Fecha 6               | Fecha 6   | Fecha 6             | Fecha 6 | Fecha 6     | Fecha 6 |
| Local                 | Resultado | Visitante           | Estadio | Fecha       |         |
| --------------------- | --------- | ------------------- | ------- | ----------- | ------- |
| Ben Hur               | 5 - 1     | Sarmiento           | Rafaela | 27 de abril |         |
| Exalumnos Escuela 185 | 1 - 1     | Atlético Concepción |         | 27 de abril |         |

|  |

### Grupo 2

#### Tabla de posiciones final
| Pos. | Equipo                   | Pts. | PJ | PG | PE | PP | GF | GC | Dif. |
| ---- | ------------------------ | ---- | -- | -- | -- | -- | -- | -- | ---- |
| 01.º | San Martín (Monte Comán) | 13   | 6  | 4  | 1  | 1  | 17 | 9  | 8    |
| 02.º | Unión (Villa Krause)     | 12   | 6  | 4  | 0  | 2  | 14 | 6  | 8    |
| 03.º | Defensores (Salto)       | 8    | 6  | 2  | 2  | 2  | 11 | 13 | −2   |
| 04.º | Villa Congreso (Viedma)  | 1    | 6  | 0  | 1  | 5  | 10 | 24 | −14  |

|  | Ascendió al Torneo Argentino A y clasificó a la Rueda Final del Torneo Argentino A |
|  | Clasificó a la Rueda Final del Torneo Argentino A                                  |

|  |

#### Resultados
| Fecha 1        | Fecha 1   | Fecha 1    | Fecha 1     | Fecha 1     | Fecha 1 |
| Local          | Resultado | Visitante  | Estadio     | Fecha       |         |
| -------------- | --------- | ---------- | ----------- | ----------- | ------- |
| San Martín     | 1 - 2     | Defensores | Monte Comán | 22 de marzo |         |
| Villa Congreso | 1 - 3     | Unión      | Viedma      | 23 de marzo |         |

| Fecha 2    | Fecha 2   | Fecha 2        | Fecha 2      | Fecha 2     | Fecha 2 |
| Local      | Resultado | Visitante      | Estadio      | Fecha       |         |
| ---------- | --------- | -------------- | ------------ | ----------- | ------- |
| Defensores | 2 - 1     | Villa Congreso | Salto        | 30 de marzo |         |
| Unión      | 1 - 2     | San Martín     | Villa Krause | 30 de marzo |         |

| Fecha 3        | Fecha 3   | Fecha 3    | Fecha 3 | Fecha 3    | Fecha 3 |
| Local          | Resultado | Visitante  | Estadio | Fecha      |         |
| -------------- | --------- | ---------- | ------- | ---------- | ------- |
| Villa Congreso | 3 - 5     | San Martín | Viedma  | 6 de abril |         |
| Defensores     | 1 - 3     | Unión      | Salto   | 6 de abril |         |

| Fecha 4    | Fecha 4   | Fecha 4        | Fecha 4      | Fecha 4     | Fecha 4 |
| Local      | Resultado | Visitante      | Estadio      | Fecha       |         |
| ---------- | --------- | -------------- | ------------ | ----------- | ------- |
| Defensores | 2 - 2     | San Martín     | Salto        | 13 de abril |         |
| Unión      | 5 - 0     | Villa Congreso | Villa Krause | 13 de abril |         |

| Fecha 5        | Fecha 5   | Fecha 5    | Fecha 5     | Fecha 5     | Fecha 5 |
| Local          | Resultado | Visitante  | Estadio     | Fecha       |         |
| -------------- | --------- | ---------- | ----------- | ----------- | ------- |
| Villa Congreso | 4 - 4     | Defensores | Viedma      | 20 de abril |         |
| San Martín     | 2 - 0     | Unión      | Monte Comán | 20 de abril |         |

| Fecha 6    | Fecha 6   | Fecha 6        | Fecha 6      | Fecha 6     | Fecha 6 |
| Local      | Resultado | Visitante      | Estadio      | Fecha       |         |
| ---------- | --------- | -------------- | ------------ | ----------- | ------- |
| San Martín | 5 - 1     | Villa Congreso | Monte Comán  | 27 de abril |         |
| Unión      | 2 - 0     | Defensores     | Villa Krause | 27 de abril |         |

|  |